# Politique en Loire-Atlantique
 (décembre 2019).
La mise en forme du texte ne suit pas les recommandations de Wikipédia : il faut le « wikifier ».
Les points d'amélioration suivants sont les cas les plus fréquents. Le détail des points à revoir est peut-être précisé sur la page de discussion.
- Les titres sont pré-formatés par le logiciel. Ils ne sont ni en capitales, ni en gras.
- Le texte ne doit pas être écrit en capitales (les noms de famille non plus), ni en gras, ni en italique, ni en « petit »…
- Le gras n'est utilisé que pour surligner le titre de l'article dans l'introduction, une seule fois.
- L'italique est rarement utilisé : mots en langue étrangère, titres d'œuvres, noms de bateaux, etc.
- Les citations ne sont pas en italique mais en corps de texte normal. Elles sont entourées par des guillemets français : « et ».
- Les listes à puces sont à éviter, des paragraphes rédigés étant largement préférés. Les tableaux sont à réserver à la présentation de données structurées (résultats, etc.).
- Les appels de note de bas de page (petits chiffres en exposant, introduits par l'outil «  Source ») sont à placer entre la fin de phrase et le point final[comme ça].
- Les liens internes (vers d'autres articles de Wikipédia) sont à choisir avec parcimonie. Créez des liens vers des articles approfondissant le sujet. Les termes génériques sans rapport avec le sujet sont à éviter, ainsi que les répétitions de liens vers un même terme.
- Les liens externes sont à placer uniquement dans une section « Liens externes », à la fin de l'article. Ces liens sont à choisir avec parcimonie suivant les règles définies. Si un lien sert de source à l'article, son insertion dans le texte est à faire par les notes de bas de page.
- La présentation des références doit suivre les conventions bibliographiques. Il est recommandé d'utiliser les modèles {{Ouvrage}}, {{Chapitre}}, {{Article}}, {{Lien web}} et/ou {{Bibliographie}}. Le mode d'édition visuel peut mettre en forme automatiquement les références.
- Insérer une infobox (cadre d'informations à droite) n'est pas obligatoire pour parachever la mise en page.

Pour une aide détaillée, merci de consulter Aide:Wikification.
Si vous pensez que ces points ont été résolus, vous pouvez retirer ce bandeau et améliorer la mise en forme d'un autre article.
Comme une grande partie du reste de l'ouest de la France, la Loire-Atlantique a la réputation d'être un département de droite. En effet, de tradition catholique (à l'exception de la région ouvrière de Saint-Nazaire), le département vota à droite tout au long de la IIIe république, en opposition à la gauche anticléricale. Au sortir de la Seconde Guerre mondiale, l'électorat du département s'est tourné vers le MRP, de sensibilité démocrate-chrétienne, confirmant son ancrage à droite de l'échiquier politique. Cependant, la déchristianisation a commencé à toucher le département à partir des années 1960, et la gauche progresse de façon continue depuis. Ainsi, Nantes est passé à gauche lors des municipales de 1977.
À la suite de la débâcle nationale de la droite aux cantonales de 2004, cette dernière a perdu le contrôle du département pour la première fois depuis la révolution française puis, lors de l'élection présidentielle 2007, la candidate PS l'emportait alors que la France choisissait le candidat de la droite rejoignant l'Ille-et-Vilaine et les autres départements bretons, se démarquant ainsi des autres départements des Pays de la Loire fortement à droite.
Le département est actuellement majoritairement à gauche sur la rive nord de la Loire, le Sillon de Bretagne et dans l'agglomération nantaise tandis que le nord-est, le Pays de Retz, le vignoble, la presqu'île guérandaise sont majoritairement à droite. Dans l'ensemble, le vote extrémiste est faible dans le département avec une extrême gauche présente dans les villes.

## Représentation politique et administrative

### Préfets et arrondissements

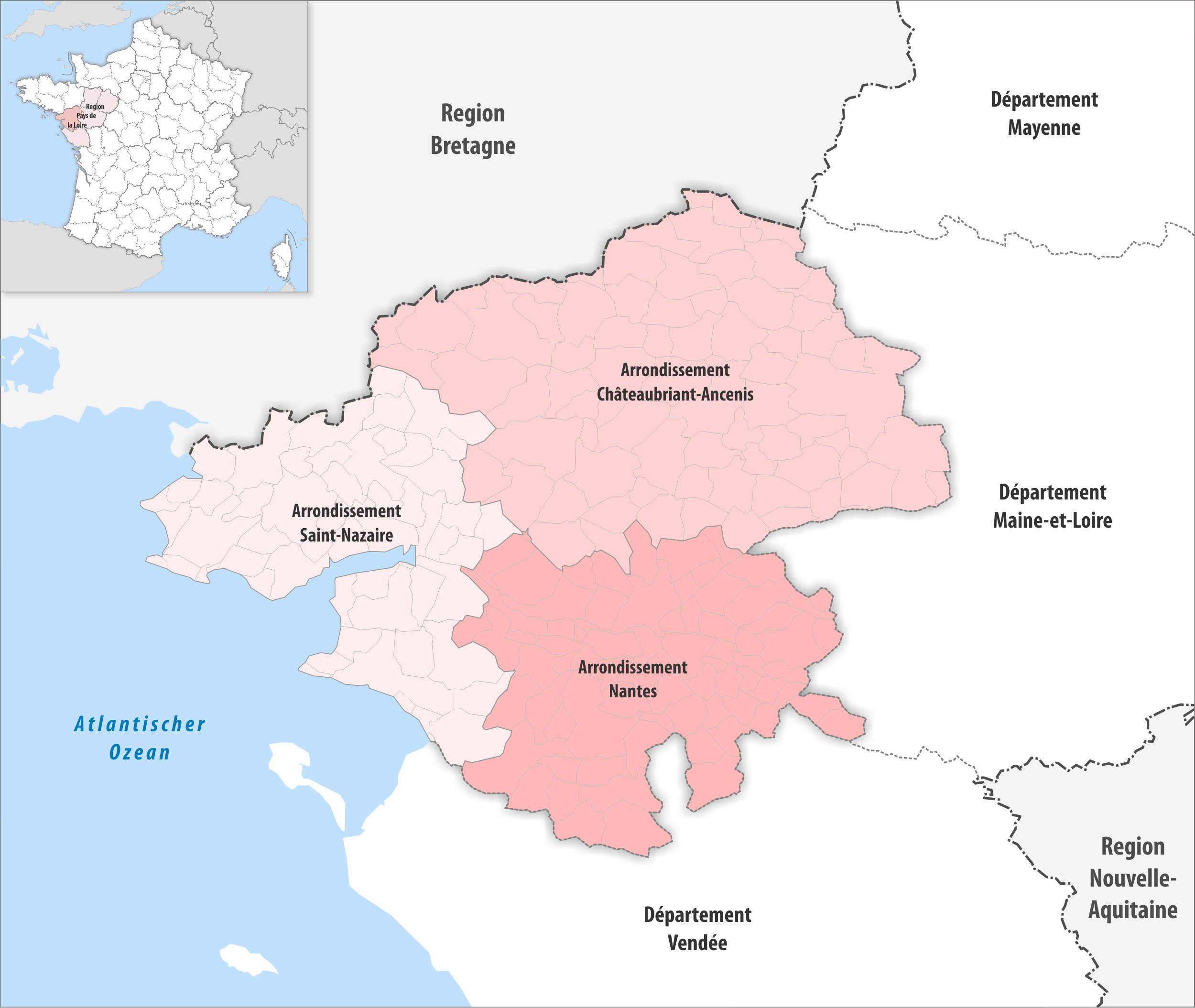
Carte des arrondissements de la Loire-Atlantique en 2019.

Le département de la Loire-Atlantique est découpé en trois arrondissements regroupant les cantons suivants :
- Arrondissement de Châteaubriant-Ancenis : 
Ancenis, Blain, Châteaubriant, Derval, Guémené-Penfao, Ligné, Moisdon-la-Rivière, Nort-sur-Erdre, Nozay, Riaillé, Rougé, Saint-Julien-de-Vouvantes, Saint-Mars-la-Jaille, Saint-Nicolas-de-Redon, Varades.
- Arrondissement de Nantes : 
Aigrefeuille-sur-Maine, Bouaye, Carquefou, La Chapelle-sur-Erdre, Clisson, Legé, Le Loroux-Bottereau, Machecoul, Nantes-1, Nantes-2, Nantes-3, Nantes-4, Nantes-5, Nantes-6, Nantes-7, Nantes-8, Nantes-9, Nantes-10, Nantes-11, Orvault, Le Pellerin, Rezé, Saint-Étienne-de-Montluc, Saint-Herblain-Est, Saint-Herblain-Ouest-Indre, Saint-Philbert-de-Grand-Lieu, Vallet, Vertou, Vertou-Vignoble .
- Arrondissement de Saint-Nazaire : 
La Baule-Escoublac, Bourgneuf-en-Retz, Le Croisic, Guérande, Herbignac, Montoir-de-Bretagne, Paimbœuf, Pontchâteau, Pornic, Saint-Gildas-des-Bois, Saint-Nazaire-Centre, Saint-Nazaire-Est, Saint-Nazaire-Ouest, Saint-Père-en-Retz, Savenay.

Avant 2017, elle en comptait quatre, les arrondissements d'Ancenis et de Châteaubriant ayant fusionné à cette date.
Depuis le redécoupage cantonal de 2014, un canton peut contenir des communes provenant de plusieurs arrondissements. Cela concerne les cinq cantons suivants : Blain, La Chapelle-sur-Erdre, Machecoul, Pontchâteau et Saint-Brevin-les-Pins.
|              | Identité              | Circonscription administrative    | Anciennes fonctions                               |
| ------------ | --------------------- | --------------------------------- | ------------------------------------------------- |
| Préfet       | Fabrice Rigoulet-Roze | Pays de la Loire/Loire-Atlantique | Directeur de cabinet du ministre de l'Agriculture |
| Sous-préfets | Marc Makhlouf         | Arr. de Châteaubriant-Ancenis     | Sous-préfet d'Autun                               |
| Sous-préfets | Éric de Wispelaere    | Arr. de Saint-Nazaire             | Sous-préfet de Draguignan                         |

### Députés européens
Christophe Clergeau, devenu député européen en 2023, en remplacement d'Éric Andrieu, est élu sur la liste « Réveiller l'Europe » conduite par Raphaël Glucksmann. Il est par ailleurs conseiller régional des Pays de la Loire depuis 2004.
| Nom | Nom                 | Parti | Liste              | Groupe                                                    |
| --- | ------------------- | ----- | ------------------ | --------------------------------------------------------- |
|     | Christophe Clergeau | PS    | Réveiller l'Europe | Alliance progressiste des socialistes et démocrates (S&D) |

### Députés et circonscriptions législatives
Depuis le nouveau découpage électoral, le département comprend dix circonscriptions regroupant les cantons suivants :
- 1re circonscription : Nantes-I, Nantes-VI, Nantes-VII, Orvault
- 2e circonscription : Nantes-II, Nantes-III, Nantes-IV, Nantes-IX
- 3e circonscription : Nantes-V, Nantes-XI, Saint-Étienne-de-Montluc, Saint-Herblain-Est, Saint-Herblain-Ouest-Indre
- 4e circonscription : Bouaye, Nantes-X, Rezé
- 5e circonscription : Carquefou, La Chapelle-sur-Erdre, Ligné, Nantes-VIII, Nort-sur-Erdre
- 6e circonscription : Ancenis, Blain, Châteaubriant, Derval, Guémené-Penfao, Moisdon-la-Rivière, Nozay, Riaillé, Rougé, Saint-Julien-de-Vouvantes, Saint-Mars-la-Jaille, Saint-Nicolas-de-Redon, Varades
- 7e circonscription : La Baule-Escoublac, Le Croisic, Guérande, Herbignac, Pontchâteau, Saint-Gildas-des-Bois
- 8e circonscription : Montoir-de-Bretagne, Saint-Nazaire-Centre, Saint-Nazaire-Est, Saint-Nazaire-Ouest, Savenay
- 9e circonscription : Bourgneuf-en-Retz, Legé, Machecoul, Paimbœuf, Le Pellerin, Pornic, Saint-Père-en-Retz, Saint-Philbert-de-Grand-Lieu
- 10e circonscription : Aigrefeuille-sur-Maine, Clisson, Le Loroux-Bottereau, Vallet, Vertou, Vertou-Vignoble

À la suite du redécoupage des cantons de 2014, les circonscriptions législatives ne sont plus composées de cantons entiers mais continuent à être définies selon les limites cantonales en vigueur en 2010. Les circonscriptions sont ainsi composées des cantons actuels suivants :
- 1re circonscription : cantons de Nantes-1 (nord du centre-ville de Nantes et secteur des campus), Nantes-4 (partie du centre-ville), Nantes-5 (partie du quartier Breil-Barberie) et Nantes-6, communes d'Orvault et Sautron
- 2e circonscription : cantons de Nantes-1 (quartier Hauts-Pavés-Saint-Félix sauf partie du secteur des campus), Nantes-2 (partie sud du quartier Doulon-Bottière), Nantes-3 (sauf Nantes-Sud), Nantes-4 (quartier Canclaux, partie du centre-ville, Sainte-Anne et Chantenay), Nantes-5 (quartier Zola) et Nantes-7 (partie nord du quartier Doulon-Bottière)
- 3e circonscription : cantons de Nantes-4 (partie des quartiers Bellevue, Chantenay et Sainte-Anne), Nantes-5 (sauf partie des quartiers Breil-Barberie et quartier Zola), Saint-Herblain-1 (sauf commune de Sautron) et Saint-Herblain-2 (sauf commune d'Orvault), communes de Cordemais, Le Temple-de-Bretagne, Saint-Etienne-de-Montluc et Vigneux-de-Bretagne
- 4e circonscription : cantons de Nantes-3 (Nantes-Sud), Rezé-1 et Rezé-2, communes de Pont-Saint-Martin et Saint-Sébastien-sur-Loire.
- 5e circonscription : cantons de Carquefou, La Chapelle-sur-Erdre (sauf communes de Fay-de-Bretagne et Vigneux-de-Bretagne), Nantes-2 (partie du quartier Port-Boyer), Nantes-7 (sauf partie nord du quartier Doulon-Bottière) et Nort-sur-Erdre (sauf communes de Joué-sur-Erdre, Notre-Dame-des-Landes, Riaillé, Teillé et Trans-sur-Erdre), commune de Couffé
- 6e circonscription : cantons d'Ancenis-Saint-Géréon (sauf commune de Couffé), Châteaubriant et Guémené-Penfao, communes d'Avessac, Blain, Bouvron, Fay-de-Bretagne, Fégréac, Joué-sur-Erdre, Le Gâvre, Notre-Dame-des-Landes, Plessé, Riaillé, Saint-Nicolas-de-Redon, Teillé et Trans-sur-Erdre
- 7e circonscription : cantons de La Baule-Escoublac, Guérande et Pontchâteau (sauf communes d'Avessac, Fégréac, Plessé et Saint-Nicolas-de-Redon), commune de Besné
- 8e circonscription : cantons de Blain (sauf communes de Blain, Bouvron, Cordemais, Le Gâvre, Le Temple-de-Bretagne et Saint-Etienne-de-Montluc), Saint-Nazaire-1 et Saint-Nazaire-2 (sauf commune de Besné)
- 9e circonscription : cantons de Machecoul, Pornic, Saint-Brevin-les-Pins et Saint-Philbert-de-Grand-Lieu (sauf communes de Geneston, Le Bignon, Montbert et Pont-Saint-Martin)
- 10e circonscription : cantons de Clisson, Saint-Sébastien-sur-Loire (sauf commune de Saint-Sébastien-sur-Loire), Vallet et Vertou, communes de Geneston, Le Bignon et Montbert

Députés de la Loire-Atlantique depuis 2024.

| Circ. | Nom               |  | Parti  | Groupe                          | Suppléant             |
| ----- | ----------------- |  | ------ | ------------------------------- | --------------------- |
| 1re   | Karim Benbrahim   |  | PS     | Socialistes et apparentés       | Dominique Vignaux     |
| 2e    | Andy Kerbrat      |  | LFI    | La France insoumise             | Marina Ferreruela     |
| 3e    | Ségolène Amiot    |  | LFI    | La France insoumise             | Driss Saïd            |
| 4e    | Julie Laernoes    |  | LÉ     | Écologiste et social            | Hervé Camus           |
| 5e    | Fabrice Roussel   |  | PS     | Socialistes et apparentés       | Leïla Thominiaux      |
| 6e    | Jean-Claude Raux  |  | LÉ-T44 | Écologiste et social            | Christine Blanchet    |
| 7e    | Sandrine Josso    |  | MoDem  | Les Démocrates                  | Luc Geismar           |
| 8e    | Matthias Tavel    |  | LFI    | La France insoumise             | Christelle Ardouin    |
| 9e    | Jean-Michel Brard |  | DVD    | Horizons et indépendants (app.) | Fanny Hervouette      |
| 10e   | Sophie Errante    |  | R&PS   | Non-inscrit                     | Jean-François Gendron |

### Sénateurs
Lors des élections sénatoriales de 2023, cinq sénateurs ont été élus dans le département :
|  | Identité           | Étiquette | Groupe | Autres mandats (passés ou actuels)                                                                                       |
|  | ------------------ | --------- | ------ | --- |
|  | Karine Daniel      | PS        | SER    | Ancienne députée de la Loire-Atlantique (3e circ.) (2016 → 2017) Ancienne adjointe au maire de Nantes (2008 → 2016)      |
|  | Ronan Dantec       | T44       | EST    | Conseiller municipal de Nantes (2001 → )                                                                                 |
|  | Laurence Garnier   | LR        | REP    | |
|  | Maurice Perrion    | UDI       | UC     | Maire de Ligné (1995 → 2024) Président de la CC du Pays d'Ancenis (2020 → 2024)                                          |
|  | Philippe Grosvalet | DVG       | RDSE   | Ancien conseiller départemental de Saint-Nazaire-2 (2015 → 2021) Ancien président du conseil départemental (2015 → 2021) |
|  | Joël Guerriau      | HOR       | LIRT   | Ancien maire de Saint-Sébastien-sur-Loire (1995 → 2017) Ancien conseiller général de Nantes-10 (1996 → 2011)             |

### Conseillers régionaux
Le conseil régional des Pays de la Loire compte 93 membres élus pour six ans dont 36 représentant la Loire-Atlantique (soit un de plus qu'en 2015). Dans le détail, l'union de la droite et du centre a obtenu 19 sièges, l'union de la gauche et des écologistes (« L'écologie et la gauche ensemble, solidaires et citoyennes ») 11, l'union du centre (« La Région de tous les progrès ») et le Rassemblement national (« Pour une région qui vous protège »), 3.
| Nom                    |  | Parti       | N° | Liste                                 | Groupe                                  |
| ---------------------- |  | ----------- | -- | ------------------------------------- | --------------------------------------- |
| Sandra Impériale       |  | LR          | 01 | Union de la droite et du centre       | Aimer et agir pour les Pays de la Loire |
| Franck Louvrier        |  | LR          | 02 | Union de la droite et du centre       | Aimer et agir pour les Pays de la Loire |
| Barbara Nourry         |  | UDI         | 03 | Union de la droite et du centre       | Union centriste                         |
| Maurice Perrion        |  | UDI         | 04 | Union de la droite et du centre       | Union centriste                         |
| Claire Hugues          |  | LR          | 05 | Union de la droite et du centre       | Aimer et agir pour les Pays de la Loire |
| Laurent Dejoie         |  | LR          | 06 | Union de la droite et du centre       | Aimer et agir pour les Pays de la Loire |
| Pauline Weiss          |  | UDI         | 07 | Union de la droite et du centre       | Union centriste                         |
| François Guyot         |  | DVD         | 08 | Union de la droite et du centre       | Aimer et agir pour les Pays de la Loire |
| Andréa Porcher         |  | LR          | 09 | Union de la droite et du centre       | Aimer et agir pour les Pays de la Loire |
| Richard Thiriet        |  | DVD         | 10 | Union de la droite et du centre       | Aimer et agir pour les Pays de la Loire |
| Claire Théveniau       |  | DVD         | 11 | Union de la droite et du centre       | Union centriste                         |
| Jean-Michel Buf        |  | LC          | 12 | Union de la droite et du centre       | Aimer et agir pour les Pays de la Loire |
| Anne-Sophie Lamberthon |  | LC          | 13 | Union de la droite et du centre       | Aimer et agir pour les Pays de la Loire |
| Johann Boblin          |  | LR          | 14 | Union de la droite et du centre       | Aimer et agir pour les Pays de la Loire |
| Béatrice Annereau      |  | DVD         | 15 | Union de la droite et du centre       | Aimer et agir pour les Pays de la Loire |
| Julien Bainvel         |  | LR          | 16 | Union de la droite et du centre       | Aimer et agir pour les Pays de la Loire |
| Séverine Ordronneau    |  | LC          | 17 | Union de la droite et du centre       | Aimer et agir pour les Pays de la Loire |
| Alexandre Thébault     |  | DVD         | 18 | Union de la droite et du centre       | Aimer et agir pour les Pays de la Loire |
| Nathalie Poirier       |  | LR          | 19 | Union de la droite et du centre       | Aimer et agir pour les Pays de la Loire |
| Franck Nicolon         |  | LÉ          | 01 | Union de la gauche et des écologistes | L'écologie ensemble                     |
| Mahaut Bertu           |  | PS          | 02 | Union de la gauche et des écologistes | Printemps des Pays de la Loire          |
| William Aucant         |  | ECO         | 03 | Union de la gauche et des écologistes | L'écologie ensemble                     |
| Gaëlle Rougeron        |  | GÉ          | 04 | Union de la gauche et des écologistes | L'écologie ensemble                     |
| Dominique Deniaud      |  | DVG         | 05 | Union de la gauche et des écologistes | Printemps des Pays de la Loire          |
| Véronique Mahé         |  | PCF         | 06 | Union de la gauche et des écologistes | Printemps des Pays de la Loire          |
| Éric Provost           |  | PS          | 07 | Union de la gauche et des écologistes | Printemps des Pays de la Loire          |
| Sabine Lalande         |  | LFI         | 08 | Union de la gauche et des écologistes | L'écologie ensemble                     |
| Thierry Violland       |  | PS          | 09 | Union de la gauche et des écologistes | Printemps des Pays de la Loire          |
| Pascale Hameau         |  | LÉ          | 10 | Union de la gauche et des écologistes | L'écologie ensemble                     |
| Christophe Clergeau    |  | PS          | 11 | Union de la gauche et des écologistes | Printemps des Pays de la Loire          |
| François de Rugy       |  | RE-PÉ       | 01 | Union du centre                       | Démocrates et progressistes             |
| Sophie Cascarino       |  | TdP         | 02 | Union du centre                       | Démocrates et progressistes             |
| Stéphane Gachet        |  | RE          | 03 | Union du centre                       | Démocrates et progressistes             |
| Hervé Juvin            |  | PL          | 01 | Rassemblement national                | Rassemblement national                  |
| Eléonore Revel         |  | REC (ex-RN) | 02 | Rassemblement national                | Non inscrit                             |
| Gauthier Bouchet       |  | RN          | 03 | Rassemblement national                | Rassemblement national                  |

### Conseillers départementaux
Depuis le redécoupage cantonal de 2014, le nombre de cantons est passé de 59 à 31 avec un binôme paritaire élu dans chacun d'entre eux, soit 62 conseillers départementaux. À l'issue des élections départementales de 2015, la majorité sortante de gauche conserve de justesse la majorité et Philippe Grosvalet (PS, canton de Saint-Nazaire-2), président de l'assemblée départementale depuis 2011, est reconduit dans ses fonctions par 32 voix contre 28 pour Gatien Meunier (LR), chef de file de l'opposition de droite.
Voyant sa majorité renforcée à l'issue des élections départementales de 2021, la gauche élit le 1er juillet un nouveau président à la tête du département, en la personne de Michel Ménard (PS, canton de Nantes-7).
| Canton                       | Conseillers                 | Partis | Partis | Groupes                   |
| ---------------------------- | --------------------------- | ------ | ------ | ------------------------- |
| Ancenis-Saint-Géréon         | Rémy Orhon                  |        | DVG    | Loire-Atlantique à gauche |
| Ancenis-Saint-Géréon         | Leïla Thominiaux            |        | DVG    | Loire-Atlantique à gauche |
| La Baule-Escoublac           | Sylvie Goslin-Guiheneuf     |        | DVD    | Démocratie 44             |
| La Baule-Escoublac           | Rémi Raher                  |        | DVD    | Démocratie 44             |
| Blain                        | Nicolas Oudaert             |        | DVG    | Loire-Atlantique à gauche |
| Blain                        | Claire Tramier              |        | T44    | Loire-Atlantique à gauche |
| Carquefou                    | Véronique Dubettier-Grenier |        | DVD    | Démocratie 44             |
| Carquefou                    | Serge Mounier               |        | DVD    | Démocratie 44             |
| La Chapelle-sur-Erdre        | Erwan Bouvais               |        | DVD    | Démocratie 44             |
| La Chapelle-sur-Erdre        | Élisa Drion                 |        | DVD    | Démocratie 44             |
| Châteaubriant                | Catherine Ciron             |        | LR     | Démocratie 44             |
| Châteaubriant                | Philippe Dugravot           |        | DVD    | Démocratie 44             |
| Clisson                      | François Guillot            |        | LR     | Démocratie 44             |
| Clisson                      | Nelly Sorin                 |        | DVD    | Démocratie 44             |
| Guémené-Penfao               | Laurence Le Bihan           |        | DVD    | Démocratie 44             |
| Guémené-Penfao               | Jean-Claude Provost         |        | DVD    | Démocratie 44             |
| Guérande                     | Didier Cadro                |        | DVG    | Loire-Atlantique à gauche |
| Guérande                     | Christelle Chassé           |        | DVG    | Loire-Atlantique à gauche |
| Machecoul-Saint-Même         | Jean Charrier               |        | DVG    | Loire-Atlantique à gauche |
| Machecoul-Saint-Même         | Karine Fouquet              |        | DVG    | Loire-Atlantique à gauche |
| Nantes-1                     | Vincent Danis               |        | DVG    | Loire-Atlantique à gauche |
| Nantes-1                     | Fabienne Padovani           |        | PS     | Loire-Atlantique à gauche |
| Nantes-2                     | Ombeline Accarion           |        | LÉ     | Écologiste                |
| Nantes-2                     | David Martineau             |        | PS     | Loire-Atlantique à gauche |
| Nantes-3                     | Ugo Bessière                |        | LÉ     | Écologiste                |
| Nantes-3                     | Fanny Sallé                 |        | DVG    | Loire-Atlantique à gauche |
| Nantes-4                     | Jérôme Alemany              |        | PS     | Loire-Atlantique à gauche |
| Nantes-4                     | Louise Pahun                |        | LÉ     | Écologiste                |
| Nantes-5                     | Lyliane Jean                |        | PS     | Loire-Atlantique à gauche |
| Nantes-5                     | Ali Rebouh                  |        | DVG    | Loire-Atlantique à gauche |
| Nantes-6                     | Cécile Bir                  |        | PS     | Loire-Atlantique à gauche |
| Nantes-6                     | Pascal Bolo                 |        | PS     | Loire-Atlantique à gauche |
| Nantes-7                     | Chloé Girardot-Moitié       |        | LÉ     | Écologiste                |
| Nantes-7                     | Michel Ménard               |        | PS     | Loire-Atlantique à gauche |
| Nort-sur-Erdre               | Jean-Luc Besnier            |        | UDI    | Démocratie 44             |
| Nort-sur-Erdre               | Anne-Marie Cordier          |        | UDI    | Démocratie 44             |
| Pontchâteau                  | Danielle Cornet             |        | DVG    | Loire-Atlantique à gauche |
| Pontchâteau                  | Bernard Lebeau              |        | PS     | Loire-Atlantique à gauche |
| Pornic                       | Pierre Martin               |        | DVD    | Démocratie 44             |
| Pornic                       | Christiane Van Goethem      |        | LR     | Démocratie 44             |
| Rezé-1                       | Myriam Bigeard              |        | PS     | Loire-Atlantique à gauche |
| Rezé-1                       | Freddy Hervochon            |        | PS     | Loire-Atlantique à gauche |
| Rezé-2                       | Dominique Poirout           |        | DVG    | Loire-Atlantique à gauche |
| Rezé-2                       | François Thiriet            |        | DVG    | Loire-Atlantique à gauche |
| Saint-Brevin-les-Pins        | Marie-Christine Curaudeau   |        | DVD    | Démocratie 44             |
| Saint-Brevin-les-Pins        | Thierry Deville             |        | DVD    | Démocratie 44             |
| Saint-Herblain-1             | Hervé Corouge               |        | PS     | Loire-Atlantique à gauche |
| Saint-Herblain-1             | Carole Grelaud              |        | PS     | Loire-Atlantique à gauche |
| Saint-Herblain-2             | Laurent Dubost              |        | LÉ     | Écologiste                |
| Saint-Herblain-2             | Farida Rebouh               |        | PS     | Loire-Atlantique à gauche |
| Saint-Nazaire-1              | Bertrand Choubrac           |        | DVG    | Loire-Atlantique à gauche |
| Saint-Nazaire-1              | Lydie Mahé                  |        | PS     | Loire-Atlantique à gauche |
| Saint-Nazaire-2              | Lydia Meignen               |        | PS     | Loire-Atlantique à gauche |
| Saint-Nazaire-2              | Jean-Luc Séchet             |        | PS     | Loire-Atlantique à gauche |
| Saint-Philbert-de-Grand-Lieu | Yannick Fétiveau            |        | DVD    | Sans étiquette            |
| Saint-Philbert-de-Grand-Lieu | Karine Paviza               |        | DVD    | Sans étiquette            |
| Saint-Sébastien-sur-Loire    | Laurent Turquois            |        | UDI    | Démocratie 44             |
| Saint-Sébastien-sur-Loire    | Julie Voleau                |        | DVD    | Démocratie 44             |
| Vallet                       | Charlotte Luquiau           |        | DVD    | Démocratie 44             |
| Vallet                       | Jean-Pierre Marchais        |        | LR     | Démocratie 44             |
| Vertou                       | Rodolphe Amailland          |        | LR     | Démocratie 44             |
| Vertou                       | Agnès Paragot               |        | UDI    | Démocratie 44             |

Le 1er juillet 2021, lors de la session d'installation du conseil départemental, huit vice-présidentes et sept vice-présidents ont été désignés.
|     | Identité              | Groupe | Attributions                                                                          |
| --- | --------------------- | ------ | ------------------------------------------------------------------------------------- |
| 1re | Claire Tramier        | LAG    | Familles et protection de l'enfance                                                   |
| 2e  | Jean Charrier         | LAG    | Solidarité et cohésion des territoires                                                |
| 3e  | Chloé Girardot-Moitié | ECO    | Ressources, milieux naturels, biodiversité et action foncière                         |
| 4e  | Jérôme Alemany        | LAG    | Action sociale de proximité, insertion et lutte contre l'exclusion                    |
| 5e  | Lyliane Jean          | LAG    | Politique de l’âge et solidarité entre les générations                                |
| 6e  | Freddy Hervochon      | LAG    | Mobilités                                                                             |
| 7e  | Ombeline Accarion     | ECO    | Personnes en situation de handicap et autonomie                                       |
| 8e  | Vincent Danis         | LAG    | Éducation et politique éducative                                                      |
| 9e  | Lydie Mahé            | LAG    | Ressources humaines, dialogue social et qualité du service public départemental       |
| 10e | Ali Rebouh            | LAG    | Finances, budget, commande publique et transition écologique des bâtiments            |
| 11e | Danielle Cornet       | LAG    | Jeunesse et citoyenneté, égalité femmes/hommes, éducation populaire et enjeux bretons |
| 12e | Jean-Luc Séchet       | LAG    | Agriculture, mer et littoral, voies navigables et ports                               |
| 13e | Dominique Poirout     | LAG    | Culture et patrimoine                                                                 |
| 14e | Rémy Orhon            | LAG    | Développement économique de proximité, économie sociale et solidaire, tourisme        |
| 15e | Louise Pahun          | ECO    | Sports solidaires, responsables et activités de pleine nature                         |

Groupes politiques
Le conseil départemental de la Loire-Atlantique compte trois groupes politiques : les groupes « Loire-Atlantique à gauche » (qui réunit les élus socialistes et divers gauche) et « Écologiste », formant ensemble la majorité, et le groupe unique d'opposition de la droite et du centre « Démocratie 44 ». Par ailleurs, les deux élus du canton de Saint-Philbert-de-Grand-Lieu siègent en tant que non-inscrit.
| Groupe                    | Sigle | Président/Co-président                  | Statut     |
| ------------------------- | ----- | --------------------------------------- | ---------- |
| Loire-Atlantique à Gauche | LAG   | David Martineau                         | majorité   |
| Écologiste                | ECO   | Chloé Girardot-Moitié et Laurent Dubost | majorité   |
| Démocratie 44             | D44   | Laurent Turquois                        | opposition |

### Présidents d'intercommunalités
| Carte des intercommunalités de la Loire-Atlantique au 1er janvier 2020. |    |                                              |                     |       |       |          |
|                                                                         |    | Intercommunalité                             | Président           | Parti | Parti | Élection |
|                                                                         | CA | Cap Atlantique                               | Nicolas Criaud      |       | DVD   | 2020     |
|                                                                         | CC | Châteaubriant-Derval                         | Alain Hunault       |       | LR    | 2017     |
|                                                                         | CA | Clisson Sèvre et Maine Agglo                 | Jean-Guy Cornu      |       | DVD   | 2020     |
|                                                                         | CC | Erdre et Gesvres                             | Yvon Lerat          |       | DVD   | 2014     |
|                                                                         | CC | Estuaire et Sillon                           | Rémy Nicoleau       |       | DVD   | 2017     |
|                                                                         | CC | Grand Lieu                                   | Johann Boblin       |       | LR    | 2014     |
|                                                                         | M  | Nantes Métropole                             | Johanna Rolland     |       | PS    | 2015     |
|                                                                         | CC | Nozay                                        | Claire Theveniau    |       | SE    | 2014     |
|                                                                         | CC | Pays d'Ancenis                               | Jean-Pierre Belleil |       | DVD   | 2024     |
|                                                                         | CC | Pays de Blain Communauté                     | Rita Schladt        |       | LÉ    | 2020     |
|                                                                         | CC | Pays de Pont-Château - Saint-Gildas-des-Bois | Jean-Louis Mogan    |       | DVD   | 2020     |
|                                                                         | CA | Pornic Agglo Pays de Retz                    | Jean-Michel Brard   |       | DVD   | 2017     |
|                                                                         | CA | Région Nazairienne et de l'Estuaire          | David Samzun        |       | PS    | 2014     |
|                                                                         | CC | Sèvre et Loire                               | Christelle Braud    |       | DVG   | 2020     |
|                                                                         | CC | Sud Estuaire                                 | Yannick Morez       |       | DVD   | 2017     |
|                                                                         | CC | Sud Retz Atlantique                          | Laurent Robin       |       | DVC   | 2020     |

En outre, huit communes du département font partie de Redon Agglomération, intercommunalité dont le siège est situé en Ille-et-Vilaine.
La Loire-Atlantique compte aussi huit pays au sens de la loi Voynet dont trois couvrant plusieurs départements :	
- le Pays d'Ancenis, qui correspond à la communauté de communes du Pays d'Ancenis ;
- le Pays de Châteaubriant, syndicat mixte au nord du département ;
- le Pays de Grandlieu Machecoul et Logne, situé à l'extrême sud ;
- le Pays de Nantes, qui réunit Nantes Métropole et trois intercommunalités au nord de celle-ci ;
- le Pays de Redon - Bretagne Sud, à cheval sur trois départements, qui regroupe les huit communes ligériennes de Redon Agglomération ;
- le Pays de Retz Atlantique, au sud de l'estuaire de la Loire ;
- le Pays de Saint-Nazaire, qui compte 34 communes des régions nazériennes et guérandaises ;
- le Pays du Vignoble nantais, au sud-est et limitrophe du Maine-et-Loire et de la Vendée.

### Maires
| Commune                      | Maire                            |  | Parti | Élection | Population |
| ---------------------------- | -------------------------------- |  | ----- | -------- | ---------- |
| Ancenis-Saint-Géréon (*)     | Rémy Orhon                       |  | T44   | 2020     | 11 346     |
| Basse-Goulaine               | Alain Vey                        |  | DVD   | 2007     | 9 617      |
| Blain                        | Jean-Michel Buf                  |  | DVD   | 2014     | 10 352     |
| Bouaye                       | Jacques Garreau                  |  | PS    | 2008     | 8 281      |
| Bouguenais                   | Sandra Impériale                 |  | DVD   | 2020     | 20 590     |
| Carquefou                    | Véronique Dubettier-Grenier      |  | DVD   | 2014     | 20 535     |
| Châteaubriant                | Alain Hunault                    |  | LR    | 2001     | 12 231     |
| Chaumes-en-Retz (*)          | Jacky Drouet                     |  | DVG   | 2020     | 7 288      |
| Clisson                      | Xavier Bonnet                    |  | LR    | 2014     | 7 459      |
| Couëron                      | Carole Grelaud                   |  | PS    | 2015     | 23 541     |
| Divatte-sur-Loire (*)        | Christelle Braud                 |  | DVD   | 2016     | 7 158      |
| Donges                       | François Chéneau                 |  | DVD   | 2014     | 8 117      |
| Gorges                       | Didier Meyer                     |  | DVC   | 2020     | 5 090      |
| Grandchamp-des-Fontaines     | François Ouvrard                 |  | DVD   | 2014     | 6 910      |
| Guémené-Penfao               | Isabelle Barathon-Bazelle        |  | DVC   | 2020     | 5 242      |
| Guérande                     | Nicolas Criaud                   |  | DVD   | 2018     | 16 684     |
| Haute-Goulaine               | Fabrice Cuchot                   |  | DVD   | 2020     | 5 992      |
| Herbignac                    | Christelle Chassé                |  | DVG   | 2020     | 7 178      |
| Héric                        | Jean-Pierre Joutard              |  | SE    | 2020     | 6 528      |
| La Baule-Escoublac           | Franck Louvrier                  |  | LR    | 2020     | 16 613     |
| La Chapelle-sur-Erdre        | Fabrice Roussel                  |  | PS    | 2008     | 20 483     |
| La Chevrolière               | Johann Boblin                    |  | LR    | 2008     | 6 342      |
| La Montagne                  | Fabien Gracia                    |  | DVG   | 2020     | 6 523      |
| Le Loroux-Bottereau          | Emmanuel Rivery                  |  | DVG   | 2020     | 8 595      |
| Le Pellerin                  | François Brillaud de Laujardière |  | DVC   | 2020     | 5 335      |
| Les Sorinières               | Christelle Scuotto               |  | PS    | 2018     | 9 163      |
| Ligné                        | Anne-Marie Cordier               |  | UDI   | 2024     | 5 593      |
| Loireauxence (*)             | Philippe Jourdon                 |  | SE    | 2025     | 7 509      |
| Machecoul-Saint-Même (*)     | Laurent Robin                    |  | DVC   | 2020     | 7 665      |
| Missillac                    | Jean-Louis Mogan                 |  | DVD   | 2014     | 5 619      |
| Montoir-de-Bretagne          | Thierry Noguet                   |  | DVC   | 2020     | 7 289      |
| Nantes                       | Johanna Rolland                  |  | PS    | 2014     | 325 070    |
| Nort-sur-Erdre               | Yves Dauvé                       |  | PS    | 2013     | 9 448      |
| Orvault                      | Jean-Sébastien Guitton           |  | DVG   | 2020     | 28 341     |
| Plessé                       | Aurélie Mézière                  |  | T44   | 2020     | 5 281      |
| Pont-Saint-Martin            | Yannick Fetiveau                 |  | DVD   | 2014     | 6 942      |
| Pontchâteau                  | Danielle Cornet                  |  | DVG   | 2014     | 11 249     |
| Pornic                       | Jean-Michel Brard                |  | DVD   | 2014     | 18 382     |
| Pornichet                    | Jean-Claude Pelleteur            |  | DVD   | 2014     | 12 530     |
| Rezé                         | Agnès Bourgeais                  |  | DVG   | 2022     | 43 349     |
| Saint-André-des-Eaux         | Catherine Lungart                |  | DVC   | 2020     | 6 949      |
| Saint-Brevin-les-Pins        | Yannick Morez                    |  | DVD   | 2017     | 14 645     |
| Saint-Étienne-de-Montluc     | Rémy Nicoleau                    |  | RE    | 2014     | 7 739      |
| Saint-Herblain               | Bertrand Affilé                  |  | PS    | 2014     | 50 561     |
| Saint-Jean-de-Boiseau        | Pascal Pras                      |  | PS    | 2008     | 6 024      |
| Saint-Julien-de-Concelles    | Thierry Agasse                   |  | DVD   | 2014     | 7 768      |
| Saint-Lyphard                | Claude Bodet                     |  | DVG   | 2020     | 5 246      |
| Saint-Mars-du-Désert         | Barbara Nourry                   |  | UDI   | 2014     | 5 435      |
| Saint-Michel-Chef-Chef       | Eloïse Bourreau-Gobin            |  | DVC   | 2020     | 5 520      |
| Saint-Nazaire                | David Samzun                     |  | PS    | 2014     | 73 111     |
| Saint-Philbert-de-Grand-Lieu | Stéphan Beaugé                   |  | LR    | 2014     | 9 392      |
| Saint-Sébastien-sur-Loire    | Laurent Turquois                 |  | UDI   | 2017     | 28 373     |
| Sainte-Luce-sur-Loire        | Anthony Descloziers              |  | DVG   | 2020     | 16 227     |
| Sainte-Pazanne               | Bernard Morilleau                |  | DVG   | 2005     | 7 209      |
| Sautron                      | Marie-Cécile Gessant             |  | DVD   | 2008     | 8 534      |
| Savenay                      | Michel Mezard                    |  | DVC   | 2020     | 9 465      |
| Sucé-sur-Erdre               | Jean-Louis Roger                 |  | UDI   | 2014     | 7 457      |
| Thouaré-sur-Loire            | Martine Oger                     |  | DVG   | 2020     | 10 956     |
| Treillières                  | Alain Royer                      |  | DVD   | 2012     | 10 414     |
| Trignac                      | Claude Aufort                    |  | PS    | 2017     | 8 234      |
| Vallet                       | Jérôme Marchais                  |  | LR    | 2014     | 9 524      |
| Vallons-de-l'Erdre (*)       | Jean-Yves Ploteau                |  | PS    | 2018     | 6 625      |
| Vertou                       | Rodolphe Amailland               |  | LR    | 2014     | 26 048     |
| Vigneux-de-Bretagne          | Gwënola Franco                   |  | DVD   | 2021     | 6 633      |
| Villeneuve-en-Retz (*)       | Jean-Bernard Ferrer              |  | UDI   | 2020     | 5 004      |
| (*) Commune nouvelle         |                                  |  |       |          |            |

Plusieurs communes ont vu un changement de premier édile en cours de mandat :

Maires des 207 communes de la Loire-Atlantique
A
- Abbaretz : Simone Buron

Carte des 207 communes de la Loire-Atlantique au 1er janvier 2019.

- Aigrefeuille-sur-Maine : Jean-Guy Cornu
- Ancenis-Saint-Géréon : Rémy Orhon
- Assérac : Joseph David
- Avessac : Hubert du Plessis

B
- Basse-Goulaine : Alain Vey
- Batz-sur-Mer : Marie-Catherine Lehuédé
- Besné : Sylvie Cauchie
- Blain : Jean-Michel Buf
- Bouaye : Jacques Garreau
- Bouée : André Leborgne
- Bouguenais : Sandra Impériale
- Boussay : Véronique Neau-Redois
- Bouvron : Emmanuel Van Brackel
- Brains : Laure Beslier

C
- Campbon : Jean-Louis Thauvin
- Carquefou : Véronique Dubettier-Grenier
- Casson : Philippe Euzénat
- Châteaubriant : Alain Hunault
- Château-Thébaud : Alain Blaise
- Chaumes-en-Retz : Jacky Drouet
- Chauvé : Pierre Martin
- Cheix-en-Retz : Luc Normand
- Clisson : Xavier Bonnet
- Conquereuil : Jacques Poulain
- Corcoué-sur-Logne : Claude Naud
- Cordemais : Daniel Guillé
- Corsept : Hervé Gentes
- Couëron : Carole Grelaud
- Couffé : Daniel Pageau
- Crossac : Olivier Demarty

D
- Derval : Dominique David
- Divatte-sur-Loire : Christelle Braud
- Donges : François Chéneau
- Drefféac : Philippe Jouny

E
- Erbray : Isabelle Dufourd-Bouchet

F
- Fay-de-Bretagne : Claude Labarre
- Fégréac : Jérôme Ricordel
- Fercé : Alain Le Tolguennec
- Frossay : Sylvain Scherer

G
- Geneston : Karine Paviza
- Gétigné :	François Guillot
- Gorges : Didier Meyer
- Grand-Auverné : Sébastien Crossouard
- Grandchamp-des-Fontaines : François Ouvrard
- Guémené-Penfao : Isabelle Barathon-Bazelle
- Guenrouet : Frédéric Millet
- Guérande : Nicolas Criaud

H
- Haute-Goulaine : Fabrice Cuchot
- Herbignac : Christelle Chassé
- Héric : Jean-Pierre Joutard

I
- Indre : Anthony Berthelot
- Issé : Jean-Marc Lalloué

J
- Jans : Marie-Irène Bouin
- Joué-sur-Erdre : Jean-Pierre Belleil
- Juigné-les-Moutiers : Brigitte Maison

L
- La Baule-Escoublac : Franck Louvrier
- La Bernerie-en-Retz : Jacques Prieur
- La Boissière-du-Doré : Maurice Bouhier
- La Chapelle-des-Marais : Franck Hervy
- La Chapelle-Glain : Michel Poupard
- La Chapelle-Heulin : Jean Teurnier
- La Chapelle-Launay : Michel Guillard
- La Chapelle-sur-Erdre : Fabrice Roussel
- La Chevallerais : Tiphaine Arbrun
- La Chevrolière : Johann Boblin
- La Grigonnais : Gwenaël Crahes
- La Haie-Fouassière : Vincent Magré
- La Limouzinière : Frédéric Launay
- La Marne : Jean-Marie Bruneteau
- La Meilleraye-de-Bretagne : Marie-Pierre Guérin
- La Montagne : Fabien Gracia
- La Plaine-sur-Mer : Séverine Marchand
- La Planche : Séverine Joly-Piveteau
- La Regrippière : Pascal Evin
- La Remaudière : Anne Choblet
- La Roche-Blanche : Jacques Praud
- La Turballe : Didier Cadro
- Lavau-sur-Loire : Claire Tramier
- Le Bignon : Serge Hégron
- Le Cellier : Philippe Morel
- Le Croisic : Michèle Quellard
- Le Gâvre : Nicolas Oudaert
- Le Landreau : Christophe Richard
- Le Loroux-Bottereau : Emmanuel Rivery
- Le Pallet : Jean-Louis Métaireau
- Le Pellerin : François Brillaud de Laujardière
- Le Pin : Maxime Poupart
- Le Pouliguen : Norbert Samama
- Le Temple-de-Bretagne : Pascal Martin
- Legé : Thierry Grassineau
- Les Moutiers-en-Retz : Pascale Briand
- Les Sorinières : Christelle Scuotto
- Les Touches : Laurence Guillemine
- Ligné : Anne-Marie Cordier
- Loireauxence : Philippe Jourdon
- Louisfert : Alain Guillois
- Lusanger : Yves Fromentin

M
- Machecoul-Saint-Même : Laurent Robin
- Maisdon-sur-Sèvre : Aymar Rivallin
- Malville : Martine Lejeune
- Marsac-sur-Don : Hervé de Trogoff
- Massérac : Fabrice Sanchez
- Mauves-sur-Loire : Emmanuel Terrien
- Mésanger : Nadine You
- Mesquer : Jean-Pierre Bernard
- Missillac : Jean-Louis Mogan
- Moisdon-la-Rivière : Patrick Galivel
- Monnières : Benoît Couteau
- Montbert : Jean-Jacques Mirallié
- Montoir-de-Bretagne : Thierry Noguet
- Montrelais : Joël Jamin
- Mouais : Yvan Ménager
- Mouzeil : Daniel Garnier
- Mouzillon : Jean-Marc Jounier

N
- Nantes : Johanna Rolland
- Nort-sur-Erdre : Yves Dauvé
- Notre-Dame-des-Landes : Jean-Paul Naud
- Noyal-sur-Brutz : Édith Marguin
- Nozay : Jean-Claude Provost

O
- Orvault : Jean-Sébastien Guitton
- Oudon : Alain Bourgoin

P
- Paimbœuf : Raymond Charbonnier
- Pannecé : Jean-Michel Claude
- Paulx : Christian Gauthier
- Petit-Auverné : Jean-Pierre Desfosses
- Petit-Mars : Jean-Luc Besnier
- Pierric : Florent Coutant
- Piriac-sur-Mer : Jean-Claude Ribault
- Plessé : Aurélie Mézière
- Pont-Saint-Martin : Yannick Fetiveau
- Pontchâteau : Danielle Cornet
- Pornic : Jean-Michel Brard
- Pornichet : Jean-Claude Pelleteur
- Port-Saint-Père : Gaëtan Léauté
- Pouillé-les-Côteaux : Laurent Mercier
- Préfailles : Claude Caudal
- Prinquiau : Yan Courio
- Puceul : Claire Theveniau

Q
- Quilly : Valérie Gautier

R
- Remouillé : Jérôme Letourneau
- Rezé : Agnès Bourgeais
- Riaillé : André Raitière
- Rouans : Jacques Ripoche
- Rougé : Jean-Michel Duclos
- Ruffigné : Louis Simoneau

S
- Saffré : Marie-Alexy-Lefeuvre
- Saint-Aignan-de-Grand-Lieu : Jean-Claude Lemasson
- Saint-André-des-Eaux : Catherine Lungart
- Saint-Aubin-des-Châteaux : Daniel Rabu
- Saint-Brevin-les-Pins : Yannick Morez
- Saint-Colomban : Patrick Bertin
- Sainte-Anne-sur-Brivet : Jacques Bourdin
- Sainte-Luce-sur-Loire : Anthony Descloziers
- Sainte-Pazanne : Bernard Morilleau
- Sainte-Reine-de-Bretagne : Michel Perrais
- Saint-Étienne-de-Mer-Morte : Manuella Pelletier-Sorin
- Saint-Étienne-de-Montluc : Rémy Nicoleau
- Saint-Fiacre-sur-Maine : Danièle Gadais
- Saint-Gildas-des-Bois : Jean-François Legrand
- Saint-Herblain : Bertrand Affilé
- Saint-Hilaire-de-Chaléons : Françoise Relandeau
- Saint-Hilaire-de-Clisson : Denis Thibaud
- Saint-Jean-de-Boiseau : Pascal Pras
- Saint-Joachim : Raphaël Salaün
- Saint-Julien-de-Concelles : Thierry Agasse
- Saint-Julien-de-Vouvantes : Jean-Michel Chevalier
- Saint-Léger-les-Vignes : Patrick Grolier
- Saint-Lumine-de-Clisson : Janik Rivière
- Saint-Lumine-de-Coutais : Bernard Coudriau
- Saint-Lyphard : Claude Bodet
- Saint-Malo-de-Guersac : Jean-Michel Crand
- Saint-Mars-de-Coutais : Jean Charrier
- Saint-Mars-du-Désert : Barbara Nourry
- Saint-Michel-Chef-Chef : Eloïse Bourreau-Gobin
- Saint-Molf : Hubert Delorme
- Saint-Nazaire : David Samzun
- Saint-Nicolas-de-Redon : Albert Guihard
- Saint-Père-en-Retz : Jean-Pierre Audelin
- Saint-Philbert-de-Grand-Lieu : Stéphan Beaugé
- Saint-Sébastien-sur-Loire : Laurent Turquois
- Saint-Viaud : Roch Chéraud
- Saint-Vincent-des-Landes : Alain Rabu
- Sautron : Marie-Cécile Gessant
- Savenay : Michel Mezard
- Sévérac : Didier Pécot
- Sion-les-Mines : Bruno Debray
- Soudan : Jean-Claude Desgués
- Soulvache : Fabienne Jouan
- Sucé-sur-Erdre : Jean-Louis Roger

T
- Teillé : Arnaud Pageaud
- Thouaré-sur-Loire : Martine Oger
- Touvois : Claude Le Calvez
- Trans-sur-Erdre : Xavier Loubert-Davaine
- Treffieux : Didier Bruhay
- Treillières : Alain Royer
- Trignac : Claude Aufort

V
- Vair-sur-Loire : Éric Lucas
- Vallet : Jérôme Marchais
- Vallons-de-l'Erdre : Jean-Yves Ploteau
- Vay : Marie-Chantal Gautier
- Vertou : Rodolphe Amailland
- Vieillevigne : Nelly Sorin
- Vigneux-de-Bretagne : Gwënola Franco
- Villeneuve-en-Retz : Jean-Bernard Ferrer
- Villepot : Philippe Dugravot
- Vue : Nadège Placé

Entre 2014 et 2020, le nombre de communes ligériennes est passé de 221 à 207, à la suite de la création de huit communes nouvelles qui regroupent 22 communes déléguées (dont une transférée du Maine-et-Loire à la Loire-Atlantique). Chacune d'entre elles élit un maire délégué.
- Ancenis : Rémy Orhon
- Anetz : Amélie Cornilleau
- Arthon-en-Retz : Jacques Malhomme
- Barbechat : Christian Batard
- Belligné : Pascal Cluseau
- Bonnœuvre : Laëtitia Nys
- Bourgneuf-en-Retz : Yves Blanchard
- Chéméré : Virginie Briand
- Freigné : David Évain
- Fresnay-en-Retz : Laurent Piraud
- La Chapelle-Basse-Mer : Christelle Braud
- La Chapelle-Saint-Sauveur : Sophie Gautier
- La Rouxière : Paul Sorin
- Maumusson : Olivier Bézie
- Saint-Herblon : Michelle Rigaud
- Saint-Mars-la-Jaille : Thierry Vandaele
- Saint-Même-le-Tenu : Laurent Robin
- Saint-Sulpice-des-Landes : Catherine Hamon
- Varades : Pascal Vincent
- Vritz : Frédéric Dubois

Ce n'est pas le cas des anciennes communes de Machecoul et Saint-Géréon.

## Résultats électoraux

### Élections présidentielles
- Élection présidentielle de 2022 :

|                                                      |                                               | Premier tour 10 avril 2022 | Premier tour 10 avril 2022 | Second tour 24 avril 2022 | Second tour 24 avril 2022 |
|                                                      |                                               | Nombre                     | % des inscrits             | Nombre                    | % des inscrits            |
| Inscrits                                             | Inscrits                                      | 1 056 693                  | 100,00                     | 1 057 081                 | 100,00                    |
| Abstentions                                          | Abstentions                                   | 236 339                    | 22,37                      | 255 271                   | 24,15                     |
| Votants                                              | Votants                                       | 820 354                    | 77,63                      | 801 810                   | 75,85                     |
|                                                      |                                               |                            | % des votants              |                           | % des votants             |
| Bulletins blancs                                     | Bulletins blancs                              | 13 373                     | 1,63                       | 57 816                    | 7,21                      |
| Bulletins nuls                                       | Bulletins nuls                                | 4 559                      | 0,56                       | 16 881                    | 2,11                      |
| Suffrages exprimés                                   | Suffrages exprimés                            | 802 422                    | 97,81                      | 727 113                   | 90,68                     |
|                                                      |                                               |                            |                            |                           |                           |
| Candidat Parti politique                             | Candidat Parti politique                      | Voix                       | % des exprimés             | Voix                      | % des exprimés            |
|                                                      | Nathalie Arthaud Lutte ouvrière               | 4 712                      | 0,59                       |                           |                           |
|                                                      | Fabien Roussel Parti communiste français      | 18 322                     | 2,28                       |                           |                           |
|                                                      | Emmanuel Macron La République en marche       | 256 609                    | 31,98                      | 505 179                   | 69,48                     |
|                                                      | Jean Lassalle Résistons                       | 18 298                     | 2,28                       |                           |                           |
|                                                      | Marine Le Pen Rassemblement national          | 135 702                    | 16,91                      | 221 934                   | 30,52                     |
|                                                      | Éric Zemmour Reconquête                       | 42 761                     | 5,33                       |                           |                           |
|                                                      | Jean-Luc Mélenchon La France insoumise        | 187 977                    | 23,43                      |                           |                           |
|                                                      | Anne Hidalgo Parti socialiste                 | 18 369                     | 2,29                       |                           |                           |
|                                                      | Yannick Jadot Europe Écologie Les Verts       | 60 072                     | 7,49                       |                           |                           |
|                                                      | Valérie Pécresse Les Républicains             | 37 541                     | 4,68                       |                           |                           |
|                                                      | Philippe Poutou Nouveau Parti anticapitaliste | 7 280                      | 0,91                       |                           |                           |
|                                                      | Nicolas Dupont-Aignan Debout la France        | 14 779                     | 1,84                       |                           |                           |
| Source : Ministère de l'Intérieur - Loire-Atlantique |                                               |                            |                            |                           |                           |

- Élection présidentielle de 2017 :

|                                                      |                                                  | Premier tour 23 avril 2017 | Premier tour 23 avril 2017 | Second tour 7 mai 2017 | Second tour 7 mai 2017 |
|                                                      |                                                  | Nombre                     | % des inscrits             | Nombre                 | % des inscrits         |
| Inscrits                                             | Inscrits                                         | 993 538                    | 100,00                     | 993 413                | 100,00                 |
| Abstentions                                          | Abstentions                                      | 162 597                    | 16,37                      | 214 740                | 21,62                  |
| Votants                                              | Votants                                          | 830 941                    | 83,63                      | 778 673                | 78,38                  |
|                                                      |                                                  |                            | % des votants              |                        | % des votants          |
| Bulletins blancs                                     | Bulletins blancs                                 | 14 639                     | 1,76                       | 69 975                 | 8,99                   |
| Bulletins nuls                                       | Bulletins nuls                                   | 4 845                      | 0,58                       | 28 145                 | 3,61                   |
| Suffrages exprimés                                   | Suffrages exprimés                               | 811 457                    | 97,66                      | 680 553                | 87,40                  |
|                                                      |                                                  |                            |                            |                        |                        |
| Candidat Parti politique                             | Candidat Parti politique                         | Voix                       | % des exprimés             | Voix                   | % des exprimés         |
|                                                      | Emmanuel Macron En marche !                      | 232 602                    | 28,66                      | 525 200                | 77,17                  |
|                                                      | Jean-Luc Mélenchon La France insoumise           | 178 357                    | 21,98                      |                        |                        |
|                                                      | François Fillon Les Républicains                 | 159 703                    | 19,68                      |                        |                        |
|                                                      | Marine Le Pen Front national                     | 111 194                    | 13,70                      | 155 353                | 22,83                  |
|                                                      | Benoît Hamon Parti socialiste                    | 65 140                     | 8,03                       |                        |                        |
|                                                      | Nicolas Dupont-Aignan Debout la France           | 36 546                     | 4,50                       |                        |                        |
|                                                      | Philippe Poutou Nouveau Parti anticapitaliste    | 9 618                      | 1,19                       |                        |                        |
|                                                      | François Asselineau Union populaire républicaine | 6 129                      | 0,76                       |                        |                        |
|                                                      | Jean Lassalle Résistons                          | 6 029                      | 0,74                       |                        |                        |
|                                                      | Nathalie Arthaud Lutte ouvrière                  | 4 785                      | 0,59                       |                        |                        |
|                                                      | Jacques Cheminade Solidarité et progrès          | 1 354                      | 0,17                       |                        |                        |
| Source : Ministère de l'Intérieur - Loire-Atlantique |                                                  |                            |                            |                        |                        |

- Élection présidentielle de 1969 :

|                                            | Gaston Defferre Section française de l'Internationale ouvrière | 18 036  | 4,48   |         |        |
|                                            | Louis Ducatel Radical-socialiste indépendant                   | 4 202   | 1,04   |         |        |
|                                            | Jacques Duclos Parti communiste français                       | 50 932  | 12,65  |         |        |
|                                            | Alain Krivine Ligue communiste                                 | 3 474   | 0,86   |         |        |
|                                            | Alain Poher Centre démocrate                                   | 105 801 | 26,29  | 140 409 | 39,68  |
|                                            | Georges Pompidou Union pour la défense de la République        | 199 390 | 49,54  | 213 436 | 60,32  |
|                                            | Michel Rocard Parti socialiste unifié                          | 20 678  | 5,14   |         |        |
|                                            |                                                                |         |        |         |        |
| Inscrits                                   | Inscrits                                                       | 508 159 | 100,00 | 507 257 | 100,00 |
| Abstentions                                | Abstentions                                                    | 101 511 | 19,98  | 139 190 | 27,44  |
| Votants                                    | Votants                                                        | 406 648 | 80,02  | 368 067 | 72,56  |
| Blancs ou nuls                             | Blancs ou nuls                                                 | 4 135   | 1,02   | 14 222  | 3,86   |
| Exprimés                                   | Exprimés                                                       | 402 513 | 98,98  | 353 845 | 96,14  |
| Source : Politiquemania - Loire-Atlantique |                                                                |         |        |         |        |

- Élection présidentielle de 1965 :

|                                            | Marcel Barbu Divers gauche                                    | 3 765   | 0,91   |         |        |
|                                            | Charles de Gaulle Union pour la nouvelle République           | 184 556 | 44,46  | 244 625 | 60,74  |
|                                            | Jean Lecanuet Mouvement républicain populaire                 | 96 328  | 23,20  |         |        |
|                                            | Pierre Marcilhacy Parti libéral européen                      | 7 424   | 1,79   |         |        |
|                                            | François Mitterrand Convention des institutions républicaines | 105 779 | 25,48  | 158 133 | 39,26  |
|                                            | Jean-Louis Tixier-Vignancour Comités Tixier-Vignancour        | 17 272  | 4,16   |         |        |
|                                            |                                                               |         |        |         |        |
| Inscrits                                   | Inscrits                                                      | 489 365 | 100,00 | 489 249 | 100,00 |
| Abstentions                                | Abstentions                                                   | 70 717  | 14,45  | 72 472  | 14,81  |
| Votants                                    | Votants                                                       | 418 648 | 85,55  | 416 777 | 85,19  |
| Blancs ou nuls                             | Blancs ou nuls                                                | 3 524   | 0,84   | 14 019  | 3,36   |
| Exprimés                                   | Exprimés                                                      | 415 124 | 99,16  | 402 758 | 96,64  |
| Source : Politiquemania - Loire-Atlantique |                                                               |         |        |         |        |

### Élections législatives
|      |      |      |      |      |      |      |      |      | 1re circ.                                          | 1re circ.                                          | 2e circ.                                           | 2e circ.                                           | 3e circ.                                           | 3e circ.                                           | 4e circ.                                           | 4e circ.                                           | 5e circ.                                           | 5e circ.                                           | 6e circ.                                           | 6e circ.                                           | 7e circ.                                           | 7e circ.                                           | 8e circ.                                           | 8e circ.                                           | 9e circ.                                           | 9e circ.                                           | 10e circ.                                          | 10e circ.                                          |
| ---- | ---- | ---- | ---- | ---- | ---- | ---- | ---- | ---- | -------------------------------------------------- | -------------------------------------------------- | -------------------------------------------------- | -------------------------------------------------- | -------------------------------------------------- | -------------------------------------------------- | -------------------------------------------------- | -------------------------------------------------- | -------------------------------------------------- | -------------------------------------------------- | -------------------------------------------------- | -------------------------------------------------- | -------------------------------------------------- | -------------------------------------------------- | -------------------------------------------------- | -------------------------------------------------- | -------------------------------------------------- | -------------------------------------------------- | -------------------------------------------------- | -------------------------------------------------- |
| 2024 | 2024 | 2024 | 2024 | 2024 | 2024 | 2024 | 2024 | 2024 |                                                    | Karim Benbrahim                                    |                                                    | Andy Kerbrat                                       |                                                    | Ségolène Amiot                                     |                                                    | Julie Laernoes                                     |                                                    | Fabrice Roussel                                    |                                                    | Jean-Claude Raux                                   |                                                    | Sandrine Josso                                     |                                                    | Matthias Tavel                                     |                                                    | Jean-Michel Brard                                  |                                                    | Sophie Errante                                     |
| 2022 | 2022 | 2022 | 2022 | 2022 | 2022 | 2022 | 2022 | 2022 |                                                    | Mounir Belhamiti                                   |                                                    | Andy Kerbrat                                       |                                                    | Ségolène Amiot                                     |                                                    | Julie Laernoes                                     |                                                    | Sarah El Haïry                                     |                                                    | Jean-Claude Raux                                   |                                                    | Sandrine Josso                                     |                                                    | Matthias Tavel                                     |                                                    | Yannick Haury                                      |                                                    | Sophie Errante                                     |
| 2017 | 2017 | 2017 | 2017 | 2017 | 2017 | 2017 | 2017 | 2017 |                                                    | François de Rugy                                   |                                                    | Valérie Oppelt                                     |                                                    | Anne-France Brunet                                 |                                                    | Aude Amadou                                        |                                                    | Sarah El Haïry                                     |                                                    | Yves Daniel                                        |                                                    | Sandrine Josso                                     |                                                    | Audrey Dufeu-Schubert                              |                                                    | Yannick Haury                                      |                                                    | Sophie Errante                                     |
| 2012 | 2012 | 2012 | 2012 | 2012 | 2012 | 2012 | 2012 | 2012 |                                                    | François de Rugy                                   |                                                    | Marie-Françoise Clergeau                           |                                                    | Jean-Marc Ayrault                                  |                                                    | Dominique Raimbourg                                |                                                    | Michel Ménard                                      |                                                    | Yves Daniel                                        |                                                    | Christophe Priou                                   |                                                    | Marie-Odile Bouillé                                |                                                    | Monique Rabin                                      |                                                    | Sophie Errante                                     |
| 2007 | 2007 | 2007 | 2007 | 2007 | 2007 | 2007 | 2007 | 2007 |                                                    | François de Rugy                                   |                                                    | Marie-Françoise Clergeau                           |                                                    | Jean-Marc Ayrault                                  |                                                    | Dominique Raimbourg                                |                                                    | Michel Ménard                                      |                                                    | Michel Hunault                                     |                                                    | Christophe Priou                                   |                                                    | Marie-Odile Bouillé                                |                                                    | Philippe Boënnec                                   |                                                    | Serge Poignant                                     |
| 2002 | 2002 | 2002 | 2002 | 2002 | 2002 | 2002 | 2002 | 2002 |                                                    | Jean-Pierre Le Ridant                              |                                                    | Marie-Françoise Clergeau                           |                                                    | Jean-Marc Ayrault                                  |                                                    | Jacques Floch                                      |                                                    | Édouard Landrain                                   |                                                    | Michel Hunault                                     |                                                    | Christophe Priou                                   |                                                    | Claude Évin                                        |                                                    | Pierre Hériaud                                     |                                                    | Serge Poignant                                     |
| 1997 | 1997 | 1997 | 1997 | 1997 | 1997 | 1997 | 1997 | 1997 |                                                    | Patrick Rimbert                                    |                                                    | Marie-Françoise Clergeau                           |                                                    | Jean-Marc Ayrault                                  |                                                    | Jacques Floch                                      |                                                    | Édouard Landrain                                   |                                                    | Michel Hunault                                     |                                                    | René Leroux                                        |                                                    | Claude Évin                                        |                                                    | Pierre Hériaud                                     |                                                    | Serge Poignant                                     |
| 1993 | 1993 | 1993 | 1993 | 1993 | 1993 | 1993 | 1993 | 1993 |                                                    | Monique Papon                                      |                                                    | Élisabeth Hubert                                   |                                                    | Jean-Marc Ayrault                                  |                                                    | Jacques Floch                                      |                                                    | Édouard Landrain                                   |                                                    | Michel Hunault                                     |                                                    | Olivier Guichard                                   |                                                    | Étienne Garnier                                    |                                                    | Pierre Hériaud                                     |                                                    | Serge Poignant                                     |
| 1988 | 1988 | 1988 | 1988 | 1988 | 1988 | 1988 | 1988 | 1988 |                                                    | Monique Papon                                      |                                                    | Élisabeth Hubert                                   |                                                    | Jean-Marc Ayrault                                  |                                                    | Jacques Floch                                      |                                                    | Édouard Landrain                                   |                                                    | Xavier Hunault                                     |                                                    | Olivier Guichard                                   |                                                    | Claude Évin                                        |                                                    | Lucien Richard                                     |                                                    | Joseph-Henri Maujoüan du Gasset                    |
| 1986 | 1986 | 1986 | 1986 | 1986 | 1986 | 1986 | 1986 | 1986 | Scrutin proportionnel plurinominal par département | Scrutin proportionnel plurinominal par département | Scrutin proportionnel plurinominal par département | Scrutin proportionnel plurinominal par département | Scrutin proportionnel plurinominal par département | Scrutin proportionnel plurinominal par département | Scrutin proportionnel plurinominal par département | Scrutin proportionnel plurinominal par département | Scrutin proportionnel plurinominal par département | Scrutin proportionnel plurinominal par département | Scrutin proportionnel plurinominal par département | Scrutin proportionnel plurinominal par département | Scrutin proportionnel plurinominal par département | Scrutin proportionnel plurinominal par département | Scrutin proportionnel plurinominal par département | Scrutin proportionnel plurinominal par département | Scrutin proportionnel plurinominal par département | Scrutin proportionnel plurinominal par département | Scrutin proportionnel plurinominal par département | Scrutin proportionnel plurinominal par département |
| 1981 | 1981 | 1981 | 1981 | 1981 | 1981 | 1981 | 1981 | 1981 |                                                    | Jean Natiez                                        |                                                    | Alain Chénard                                      |                                                    | François Autain                                    |                                                    | Joseph-Henri Maujoüan du Gasset                    |                                                    | Xavier Hunault                                     |                                                    | Claude Évin                                        |                                                    | Olivier Guichard                                   |                                                    | Lucien Richard                                     |                                                    |                                                    |                                                    |                                                    |
| 1978 | 1978 | 1978 | 1978 | 1978 | 1978 | 1978 | 1978 | 1978 |                                                    | Alexandre Bolo                                     |                                                    | Alain Chénard                                      |                                                    | François Autain                                    |                                                    | Joseph-Henri Maujoüan du Gasset                    |                                                    | Xavier Hunault                                     |                                                    | Claude Évin                                        |                                                    | Olivier Guichard                                   |                                                    | Lucien Richard                                     |                                                    |                                                    |                                                    |                                                    |
| 1973 | 1973 | 1973 | 1973 | 1973 | 1973 | 1973 | 1973 | 1973 |                                                    | Alexandre Bolo                                     |                                                    | Christian Chauvel                                  |                                                    | Benoît Macquet                                     |                                                    | Joseph-Henri Maujoüan du Gasset                    |                                                    | Xavier Hunault                                     |                                                    | Georges Carpentier                                 |                                                    | Olivier Guichard                                   |                                                    | Lucien Richard                                     |                                                    |                                                    |                                                    |                                                    |
| 1968 | 1968 | 1968 | 1968 | 1968 | 1968 | 1968 | 1968 | 1968 |                                                    | Henri Rey                                          |                                                    | Albert Dassié                                      |                                                    | Benoît Macquet                                     |                                                    | Joseph-Henri Maujoüan du Gasset                    |                                                    | Xavier Hunault                                     |                                                    | Georges Carpentier                                 |                                                    | Olivier Guichard                                   |                                                    | Lucien Richard                                     |                                                    |                                                    |                                                    |                                                    |
| 1967 | 1967 | 1967 | 1967 | 1967 | 1967 | 1967 | 1967 | 1967 |                                                    | Henri Rey                                          |                                                    | Christian Chauvel                                  |                                                    | Benoît Macquet                                     |                                                    | Joseph-Henri Maujoüan du Gasset                    |                                                    | Xavier Hunault                                     |                                                    | Georges Carpentier                                 |                                                    | Olivier Guichard                                   |                                                    | Lucien Richard                                     |                                                    |                                                    |                                                    |                                                    |
| 1962 | 1962 | 1962 | 1962 | 1962 | 1962 | 1962 | 1962 | 1962 |                                                    | Henri Rey                                          |                                                    | Albert Dassié                                      |                                                    | Benoît Macquet                                     |                                                    | Olivier de Sesmaisons                              |                                                    | Xavier Hunault                                     |                                                    | François Blancho                                   |                                                    | Pierre Litoux                                      |                                                    | Lucien Richard                                     |                                                    |                                                    |                                                    |                                                    |
| 1958 | 1958 | 1958 | 1958 | 1958 | 1958 | 1958 | 1958 | 1958 |                                                    | Henri Rey                                          |                                                    | Henry Orrion                                       |                                                    | Henri Robichon                                     |                                                    | Olivier de Sesmaisons                              |                                                    | Bernard Lambert                                    |                                                    | Nestor Rombeaut                                    |                                                    | Bernard Le Douarec                                 |                                                    | Jean Allard de Grandmaison                         |                                                    |                                                    |                                                    |                                                    |

### Élections européennes
- Élections européennes de 2024 :

| - Liste Bardella (RN-LAF) - Liste Glucksmann (PS-PP) - Liste Hayer (ENS-UDI) | |           |        |
| Liste Étiquette politique (partis et alliances)                              | Liste Étiquette politique (partis et alliances) | Voix      | %      |
|                                                                              | La France revient ! Avec Jordan Bardella et Marine Le Pen Rassemblement national et L'Avenir français | 130 421   | 22,62  |
|                                                                              | Réveiller l'Europe Parti socialiste et Place publique | 112 261   | 19,47  |
|                                                                              | Besoin d'Europe Ensemble et Union des démocrates et indépendants | 94 462    | 16,38  |
|                                                                              | Europe Écologie Les Écologistes – EELV et Alternative alsacienne | 53 237    | 9,23   |
|                                                                              | La France insoumise - Union populaire La France insoumise, Parti ouvrier indépendant, Révolution écologique pour le vivant, Péyi-A, Pour La Réunion et Gauche écosocialiste                                        | 52 024    | 9,02   |
|                                                                              | La droite pour faire entendre la voix de la France en Europe Les Républicains et Les Centristes | 43 324    | 7,51   |
|                                                                              | La France fière, menée par Marion Maréchal et soutenue par Éric Zemmour Reconquête et Mouvement conservateur | 25 371    | 4,40   |
|                                                                              | Gauche unie pour le monde du travail soutenue par Fabien Roussel Parti communiste français, Fédération de la gauche républicaine, Parti communiste réunionnais, Parti communiste martiniquais et Humains et dignes | 12 658    | 2,20   |
|                                                                              | Alliance rurale Résistons | 9 492     | 1,65   |
|                                                                              | Parti animaliste - Les animaux comptent, votre voix aussi Parti animaliste | 9 474     | 1,64   |
|                                                                              | Écologie au centre , Égalité Europe Écologie, Régions unies d'Europe, Génération animal, Jeunes Ecqo et La France autrement                                                                                        | 9 304     | 1,61   |
|                                                                              | L'Europe ça suffit ! Les Patriotes et Via, la voie du peuple | 4 683     | 0,81   |
|                                                                              | Liste Asselineau-Frexit, pour le pouvoir d'achat et pour la paix Union populaire républicaine | 4 635     | 0,80   |
|                                                                              | Lutte ouvrière - Le camp des travailleurs Lutte ouvrière et Combat ouvrier | 2 925     | 0,51   |
|                                                                              | Écologie positive et territoires Écologie positive, Cap21, France Écologie, Le Trèfle - Les nouveaux écologistes, Les Universalistes, 100 % citoyens, Le Mouvement pour les animaux et Parti nationaliste basque   | 2 923     | 0,51   |
|                                                                              | Équinoxe : écologie pratique et renouveau démocratique Équinoxe | 2 380     | 0,41   |
|                                                                              | Europe Territoires Écologie Parti radical de gauche, Régions et peuples solidaires, Volt France, Mouvement des progressistes, Mouvement des citoyens et Collectif des sociaux-démocrates réformateurs              | 2 176     | 0,38   |
|                                                                              | Parti pirate | 1 513     | 0,26   |
|                                                                              | Pour un monde sans frontières ni patrons, urgence révolution ! Nouveau Parti anticapitaliste – Révolutionnaires | 1 273     | 0,22   |
|                                                                              | Changer l'Europe Nouvelle Donne et Allons enfants | 680       | 0,12   |
|                                                                              | Espéranto langue commune Europe Démocratie Espéranto | 194       | 0,03   |
|                                                                              | Paix et Décroissance Écologiste, Objecteurs de croissance, Brouette et Décroissance Élections | 124       | 0,02   |
|                                                                              | Défendre les enfants Droits du parent et de l'enfant | 116       | 0,02   |
|                                                                              | PACE - Parti des citoyens européens, pour l'armée européenne, pour l'Europe sociale, pour la planète ! Parti des citoyens européens et La France a des Elles                                                       | 114       | 0,02   |
|                                                                              | France libre Extrême droite | 107       | 0,02   |
|                                                                              | Free Palestine Union des démocrates musulmans français | 95        | 0,02   |
|                                                                              | Non à l'UE et à l'OTAN, communistes pour la paix et le progrès social Association nationale des communistes | 95        | 0,02   |
|                                                                              | Nous le peuple République souveraine et L'Appel au peuple | 87        | 0,02   |
|                                                                              | Pour une autre Europe Fédération citoyenne | 84        | 0,01   |
|                                                                              | Parti révolutionnaire Communistes | 72        | 0,01   |
|                                                                              | La ruche citoyenne La Ruche citoyenne | 62        | 0,01   |
|                                                                              | Pour une démocratie réelle : décidons nous-mêmes ! Décidons nous-mêmes ! | 43        | 0,01   |
|                                                                              | « Pour le pain, la paix, la liberté ! » présentée par le Parti des travailleurs Parti des travailleurs | 39        | 0,01   |
|                                                                              | Non ! Prenons-nous en mains Rester libre | 33        | 0,01   |
|                                                                              | Forteresse Europe - Liste d'unité nationaliste Les Nationalistes | 33        | 0,01   |
|                                                                              | Démocratie représentative | 331       | 0,01   |
|                                                                              | Pour une humanité souveraine Changement citoyen | 22        | 0,01   |
|                                                                              | Liberté démocratique française et Nouvelle émergence patriotique | 19        | 0,00   |
|                                                                              | |           |        |
| Inscrits                                                                     | Inscrits | 1 073 877 | 100,00 |
| Abstentions                                                                  | Abstentions | 483 359   | 45,01  |
| Votants                                                                      | Votants | 590 518   | 54,99  |
| Blancs                                                                       | Blancs | 7 645     | 1,29   |
| Nuls                                                                         | Nuls | 6 287     | 1,06   |
| Exprimés                                                                     | Exprimés | 576 586   | 97,64  |
| Source : Ministère de l'Intérieur - Loire-Atlantique                         | |           |        |

- Élections européennes de 2019 :

| - Liste Loiseau (LREM, Maj.prés.) - Liste Jadot (EELV-R&PS) - Liste Bardella (RN) | |           |        |
| Liste Étiquette politique (partis et alliances)                                   | Liste Étiquette politique (partis et alliances) | Voix      | %      |
|                                                                                   | Renaissance soutenue par La République en marche, le MoDem et ses partenaires La République en marche, Mouvement démocrate, Agir, Mouvement radical, Union des démocrates et des écologistes et Alliance centriste | 128 788   | 25,63  |
|                                                                                   | Europe Écologie Europe Écologie Les Verts, Alliance écologiste indépendante et Régions et peuples solidaires | 95 070    | 18,92  |
|                                                                                   | Prenez le pouvoir, liste soutenue par Marine Le Pen Rassemblement national | 74 118    | 14,75  |
|                                                                                   | Envie d'Europe écologique et sociale Parti socialiste, Place publique, Nouvelle Donne et Parti radical de gauche                                                                                                   | 40 974    | 8,15   |
|                                                                                   | Union de la droite et du centre Les Républicains, Les Centristes et Chasse, pêche, nature et traditions | 38 481    | 7,66   |
|                                                                                   | La France insoumise La France insoumise, Parti de gauche, Gauche républicaine et socialiste et Mouvement républicain et citoyen                                                                                    | 29 615    | 5,89   |
|                                                                                   | Liste citoyenne du Printemps européen avec Benoît Hamon soutenue par Génération.s et DéME-DiEM25 Génération.s | 20 502    | 4,08   |
|                                                                                   | Le courage de défendre les Français avec Nicolas Dupont-Aignan. Debout la France ! – CNIP Debout la France et Centre national des indépendants et paysans                                                          | 14 519    | 2,89   |
|                                                                                   | Les Européens Union des démocrates et indépendants, Force européenne démocrate et La Gauche moderne | 14 029    | 2,79   |
|                                                                                   | Urgence écologie Génération écologie, Mouvement écologiste indépendant, Mouvement des progressistes et Union des démocrates et des écologistes                                                                     | 10 747    | 2,14   |
|                                                                                   | Pour l'Europe des gens, contre l'Europe de l'argent Parti communiste français et République et socialisme | 9 865     | 1,96   |
|                                                                                   | Parti animaliste Parti animaliste | 8 092     | 1,61   |
|                                                                                   | Ensemble pour le Frexit Union populaire républicaine | 4 765     | 0,95   |
|                                                                                   | Lutte ouvrière – contre le grand capital, le camp des travailleurs Lutte ouvrière | 4 537     | 0,9    |
|                                                                                   | Alliance jaune, la révolte par le vote Sans étiquette | 2 197     | 0,44   |
|                                                                                   | Ensemble Patriotes et Gilets jaunes : pour la France, sortons de l'Union européenne ! Les Patriotes | 1 556     | 0,31   |
|                                                                                   | Les oubliés de l'Europe – artisans, commerçants, professions libérales et indépendants – ACPLI Coordination nationale des indépendants                                                                             | 1 062     | 0,21   |
|                                                                                   | Parti pirate Parti pirate | 1 055     | 0,21   |
|                                                                                   | Parti fédéraliste européen – Pour une Europe qui protège ses citoyens Parti fédéraliste européen | 637       | 0,13   |
|                                                                                   | Espéranto – langue commune équitable pour l'Europe Europe Démocratie Espéranto | 346       | 0,07   |
|                                                                                   | Allons enfants Allons enfants, le parti de la jeunesse | 331       | 0,07   |
|                                                                                   | Décroissance 2019 Parti pour la décroissance | 294       | 0,06   |
|                                                                                   | PACE – Parti des citoyens européens Parti des citoyens européens | 180       | 0,04   |
|                                                                                   | À voix égales Sans étiquette | 144       | 0,03   |
|                                                                                   | Mouvement pour l'initiative citoyenne Mouvement pour l'initiative citoyenne | 105       | 0,02   |
|                                                                                   | Union pour une Europe au service des peuples Union des démocrates musulmans français | 94        | 0,02   |
|                                                                                   | Liste de la reconquête Dissidence française | 94        | 0,02   |
|                                                                                   | Une France royale au cœur de l'Europe Alliance royale | 85        | 0,02   |
|                                                                                   | Parti révolutionnaire Communistes Parti révolutionnaire Communistes | 85        | 0,02   |
|                                                                                   | Démocratie représentative La révolution est en marche | 45        | 0,01   |
|                                                                                   | Évolution citoyenne Sans étiquette | 37        | 0,01   |
|                                                                                   | La ligne claire Parti de l'in-nocence et Souveraineté, identité et libertés | 33        | 0,01   |
|                                                                                   | Neutre et actif Sans étiquette | 29        | 0,01   |
|                                                                                   | Union démocratique pour la liberté, égalité, fraternité (UDLEF) Union démocratique pour la liberté, égalité, fraternité                                                                                            | 25        | 0,00   |
|                                                                                   | |           |        |
| Inscrits                                                                          | Inscrits | 1 004 262 | 100,00 |
| Abstentions                                                                       | Abstentions | 480 021   | 47,80  |
| Votants                                                                           | Votants | 524 241   | 52,20  |
| Blancs                                                                            | Blancs | 12 001    | 2,29   |
| Nuls                                                                              | Nuls | 9 704     | 1,85   |
| Exprimés                                                                          | Exprimés | 502 536   | 95,86  |
| Source : Ministère de l'Intérieur - Loire-Atlantique                              | |           |        |

### Élections régionales
- Élections régionales de 2021 :

| Liste       | Liste | Tête de liste        | Premier tour | Premier tour | Second tour | Second tour | Sièges (36) | Sièges (36) |
| Liste       | Liste | Tête de liste        | Voix         | %            | Voix        | %           | #           | %           |
| ----------- | --- | -------------------- | ------------ | ------------ | ----------- | ----------- | ----------- | ----------- |
|             | Écologiste (EÉLV - G·s -GÉ - LFI - ESNT - AE - TN - ES - LND - NÉ) L'écologie ensemble, solidaire et citoyenne (1er tour) L'écologie et la gauche ensemble, solidaires et citoyennes (2d tour) | Franck Nicolon       | 69 948       | 22,71        | 135 736     | 41,93       | 11          | 30,55       |
|             | Parti socialiste - PRG - PCF - GRS - PP - ND - CÉ - UDB - GDS - LEF Le Printemps des Pays de la Loire                                                                                          | Dominique Deniaud    | 55 440       | 18,00        | 135 736     | 41,93       | 11          | 30,55       |
|             | Les Républicains - UDI - LC - DVD Union de la droite et du centre | Sandra Impériale     | 90 186       | 29,28        | 130 786     | 40,40       | 19          | 52,78       |
|             | La République en marche - MoDem - Agir - TdP - MR La Région de tous les progrès | François de Rugy     | 40 180       | 13,04        | 28 979      | 8,95        | 3           | 8,33        |
|             | Parti localiste - RN - LDP - LAF Pour une région qui vous protège | Hervé Juvin          | 33 779       | 10,97        | 28 237      | 8,72        | 3           | 8,33        |
|             | Lutte ouvrière Lutte ouvrière - Faire entendre le camp des travailleurs | Eddy Le Beller       | 8 396        | 2,73         |             |             |             |             |
|             | Debout la France - CNIP Debout les Pays de la Loire - Liste d'union | Jean-Claude Lhommeau | 7 414        | 2,41         |             |             |             |             |
|             | Sans étiquette Un nôtre monde Pays de la Loire | Linda Rigaudeau      | 2 674        | 0,87         |             |             |             |             |
|             | |                      |              |              |             |             |             |             |
| Inscrits    | Inscrits | Inscrits             | 1 030 225    | 100,00       | 1 030 397   | 100,00      |             |             |
| Abstentions | Abstentions | Abstentions          | 710 689      | 68,98        | 696 649     | 67,61       |             |             |
| Votants     | Votants | Votants              | 319 536      | 31,02        | 333 748     | 32,39       |             |             |
| Blancs      | Blancs | Blancs               | 7 627        | 2,39         | 6 880       | 2,06        |             |             |
| Nuls        | Nuls | Nuls                 | 3 892        | 1,22         | 3 130       | 0,94        |             |             |
| Exprimés    | Exprimés | Exprimés             | 308 017      | 96,40        | 323 738     | 97,00       |             |             |

- Élections régionales de 2015 :

| Liste       | Liste | Tête de liste       | Premier tour | Premier tour | Second tour | Second tour | Sièges (35) | Sièges (35) |
| Liste       | Liste | Tête de liste       | Voix         | %            | Voix        | %           | #           | %           |
| ----------- | --- | ------------------- | ------------ | ------------ | ----------- | ----------- | ----------- | ----------- |
|             | Union de la gauche (PS - PRG - UDE - GE - Cap21 - ES) Tous unis pour les Pays de la Loire                     | Christophe Clergeau | 143 513      | 30,64        | 241 422     | 45,23       | 12          | 34,29       |
|             | Les Républicains - Union des démocrates et indépendants L'union pour les Pays de la Loire                     | Laurence Garnier    | 137 503      | 29,36        | 209 015     | 39,16       | 19          | 54,29       |
|             | Front national Liste Front national présentée par Marine Le Pen                                               | Samuel Potier       | 83 172       | 17,76        | 83 342      | 15,61       | 4           | 11,43       |
|             | Europe Écologie Les Verts Partageons plus qu’une région                                                       | Franck Nicolon      | 44 157       | 9,43         |             |             |             |             |
|             | Communistes Liste Communistes                                                                                 | Chantal Girardin    | 17 531       | 3,74         |             |             |             |             |
|             | Debout la France Debout la France avec Nicolas Dupont-Aignan                                                  | Sophie Van Goethem  | 16 842       | 3,60         |             |             |             |             |
|             | Régionalistes (UDB - MBP - PB - Breizhistance) Choisir nos régions et réunifier la Bretagne                   | Gilles Denigot      | 12 497       | 2,67         |             |             |             |             |
|             | Lutte ouvrière Faire entendre le camp des travailleurs                                                        | Eddy Le Beller      | 6 543        | 1,40         |             |             |             |             |
|             | Parti communiste français - Mouvement républicain et citoyen L'Humain d'abord                                 | Véronique Mahé      | 5 578        | 1,19         |             |             |             |             |
|             | Union populaire républicaine L'UPR, avec François Asselineau, le parti qui monte malgré le silence des médias | Alain Parisot       | 5 578        | 0,58         |             |             |             |             |
|             | |                     |              |              |             |             |             |             |
| Inscrits    | Inscrits | Inscrits            | 967 468      | 100,00       | 967 372     | 100,00      |             |             |
| Abstentions | Abstentions                                                                                                   | Abstentions         | 480 984      | 49,72        | 409 547     | 42,34       |             |             |
| Votants     | Votants | Votants             | 486 484      | 50,28        | 557 825     | 57,66       |             |             |
| Blancs      | Blancs | Blancs              | 12 042       | 2,48         | 14 622      | 2,62        |             |             |
| Nuls        | Nuls | Nuls                | 6 118        | 1,26         | 9 424       | 1,69        |             |             |
| Exprimés    | Exprimés | Exprimés            | 468 324      | 96,27        | 533 779     | 95,69       |             |             |

- Conseillers régionaux élus
  - Union de la droite et du centre (19) :
Laurence Garnier (LR) - Maurice Perrion (UDI) - Barbara Nourry (UDI) - Christophe Priou (LR) - Claire Hugues (LR) - François Pinte (LR) - Patricia Gallerneau[N 13] (MoDem) - Laurent Dejoie (LR) - Christine Guerriau (LR) - Franck Louvrier (LR) - Marie-Cécile Gessant (UDI) - Alain Hunault[N 14] (LR) - Nathalie Poirier (DVD) - Jean-Michel Buf (UDI) - Stéphanie Houël (DVD) - Johann Boblin (LR) - Anne-Sophie Guerra (UDI) - Sébastien Pilard (LR) - Isabelle Mérand (UDI)
  - Union de la gauche (12) :
Christophe Clergeau (PS) - Violaine Lucas (PS) - Franck Nicolon (EELV) - Viviane Lopez (DVG) - Jean-Claude Charrier (DVG) - Ina Sy (PS) - Thierry Violland (PS) - Pascale Debord (EELV) - Éric Thouzeau (PS) - Emmanuelle Bouchaud[N 15] (FD/UDE) - Christophe Dougé (EELV) - Delphine Coat-Prou (PS)
  - Front national (4) :
Samuel Potier[N 16] - Brigitte Nédélec - Jean-Claude Blanchard[N 16] - Marguerite Lussaud[N 17]

- Élections régionales de 2010 :

| Liste          | Liste | Tête de liste       | Premier tour | Premier tour | Second tour | Second tour | Sièges (35) | Sièges (35) |
| Liste          | Liste | Tête de liste       | Voix         | %            | Voix        | %           | #           | %           |
| -------------- | --- | ------------------- | ------------ | ------------ | ----------- | ----------- | ----------- | ----------- |
|                | Parti socialiste et alliés La gauche en action, liste de rassemblement de gauche et des écologistes            | Monique Rabin       | 154 885      | 35,61        | 277 099     | 61,24       | 25          | 71,43       |
|                | Europe Écologie - Cap21 Europe écologie Pays de la Loire                                                       | Christophe Dougé    | 69 869       | 16,06        | 277 099     | 61,24       | 25          | 71,43       |
|                | Majorité présidentielle (UMP - NC - MPF) Agir vraiment avec Christophe Béchu                                   | Laurent Dejoie      | 122 195      | 28,09        | 175 391     | 38,76       | 10          | 28,57       |
|                | Front national Front national Pays de la Loire                                                                 | Oriane Borja        | 26 908       | 6,19         |             |             |             |             |
|                | Front de gauche - Nouveau Parti anticapitaliste (Alternatifs - FASE - R&S) Tous ensemble, la gauche vraiment ! | Laurette Chesnais   | 24 284       | 5,58         |             |             |             |             |
|                | Mouvement démocrate - Alliance écologiste indépendante Pays de la Loire Démocrates                             | Patricia Gallerneau | 18 922       | 4,35         |             |             |             |             |
|                | Régionalistes (PB - AEI) Nous te ferons Bretagne                                                               | Jacky Flippot       | 11 389       | 2,62         |             |             |             |             |
|                | Lutte ouvrière Liste Lutte ouvrière soutenue par Arlette Laguiller                                             | Eddy Le Beller      | 6 526        | 1,50         |             |             |             |             |
|                | |                     |              |              |             |             |             |             |
| Inscrits       | Inscrits | Inscrits            | 907 553      | 100,00       | 907 814     | 100,00      |             |             |
| Abstention     | Abstention | Abstention          | 459 958      | 50,68        | 433 273     | 47,73       |             |             |
| Votants        | Votants | Votants             | 447 595      | 49,32        | 474 541     | 52,27       |             |             |
| Blancs et nuls | Blancs et nuls                                                                                                 | Blancs et nuls      | 12 617       | 2,82         | 22 051      | 97,18       |             |             |
| Exprimés       | Exprimés | Exprimés            | 434 978      | 47,93        | 452 490     | 95,35       |             |             |

- Conseillers régionaux élus
  - Union de la gauche (25) :
Monique Rabin[N 18] (PS) - Jean-Philippe Magnen (EÉ) - Ina Sy (PS) - Alain Gralepois (PS) - Emmanuelle Bouchaud (EÉ) - Yannick Vaugrenard[N 19] (PS) - Chloé Le Bail (PS) - Gilles Bontemps (PCF) - Hedia Manaï-Bauchet (EÉ) - Eric Thouzeau (PS) - Adeline L'Honen (PS) - Christophe Dougé (EÉ) - Liliane Jean (PS) - Patrick Naizain[N 20] (EÉ) - Véronique Mahé (PCF) - Christophe Clergeau (PS) - Catherine Piau (PS) - Aymeric Seassau (PCF) - Joëlle Remoissenet (EÉ) - Dominique Tremblay (PS) - Marylène Mazzorana (PRG) - Laurent Martinez (Cap21) - Fabienne Renaud (PS) - Jocelyn Bureau (PS) - Geneviève Lebouteux (EÉ)
  - Union de la droite et du centre (10) :
Laurent Dejoie (UMP) - Danielle Rival (UMP) - Michel Hunault (NC) - Sandra Bureau (MPF) - François Pinte (UMP) - Sophie Jozan (UMP) - Franck Louvrier (UMP) - Christine Guerriau (UMP) - Olivier Deschanel (AC) - Nathalie Poirier (PCD)

- Élections régionales de 2004 :

| Liste          | Liste | Tête de liste       | Premier tour | Premier tour | Second tour | Second tour | Sièges (35) | Sièges (35) |
| Liste          | Liste | Tête de liste       | Voix         | %            | Voix        | %           | #           | %           |
| -------------- | --- | ------------------- | ------------ | ------------ | ----------- | ----------- | ----------- | ----------- |
|                | Parti socialiste et alliés (PCF - Les Verts - PRG - MRC - AGR) À gauche, pour une région plus juste                     | Yannick Vaugrenard  | 217 106      | 43,39        | 300 733     | 57,67       | 24          | 68,57       |
|                | Union pour un mouvement populaire - Mouvement pour la France Union des Pays de la Loire                                 | Jean-Luc Harousseau | 141 428      | 28,27        | 220 728     | 42,33       | 11          | 31,43       |
|                | Union pour la démocratie française Vivre ensemble les Pays de la Loire                                                  | Jean Arthuis        | 52 241       | 10,44        | 220 728     | 42,33       | 11          | 31,43       |
|                | Front national Le Pen pour les Pays de la Loire                                                                         | Samuel Maréchal     | 46 041       | 9,20         |             |             |             |             |
|                | Lutte ouvrière - Ligue communiste révolutionnaire LO - LCR, liste soutenue par Arlette Laguillier et Olivier Besancenot | Hélène Defrance     | 31 263       | 6,25         |             |             |             |             |
|                | Mouvement national républicain Islamisation de la France, non ! Impôts, injustices… ça suffit !                         | Gérard Lefranc      | 12 233       | 2,45         |             |             |             |             |
|                | |                     |              |              |             |             |             |             |
| Inscrits       | Inscrits | Inscrits            | 838 955      | 100,00       | 838 778     | 100,00      |             |             |
| Abstentions    | Abstentions | Abstentions         | 315 080      | 37,56        | 296 845     | 35,39       |             |             |
| Votants        | Votants | Votants             | 523 875      | 62,44        | 541 933     | 64,61       |             |             |
| Blancs ou nuls | Blancs ou nuls | Blancs ou nuls      | 23 563       | 4,50         | 20 472      | 3,78        |             |             |
| Exprimés       | Exprimés | Exprimés            | 500 312      | 95,50        | 521 461     | 96,22       |             |             |

- Conseillers régionaux élus
  - Union de la gauche (24) :
Yannick Vaugrenard (PS) - Emmanuelle Bouchaud (Les Verts) - Alain Gralepois (PS) - Nancy Grelier (PS) - Gilles Bontemps (PCF) - Monique Rabin (PS) - Joël Batteux (AGR) - Gaëlle Bénizé-Thual (PS) - Patrick Cotrel (Les Verts) - Françoise Gentil (PS) - Christophe Clergeau (PS) - Michèle Picaud (PCF) - Dominique Tremblay (PS) - Adeline L'Honen (PS) - Romain Langlet (Les Verts) - Fabienne Renaud (PS) - Alain Bentaha (PS) - Abbassia Hakem (PS) - Jacques Cochy (Les Verts) - Chloé Le Bail (PS) - Jacques Gillaizeau (PS) - Dominique Norval (Les Verts) - Hubert Delahaie (PCF) - Catherine Piau (PS)
  - Union de la droite et du centre (11) :
Jean-Luc Harousseau (UMP) - Pascale Briand (DVD) - Michel Hunault (UMP) -  Josette Settelen (UDF) - Hervé Bréhier (UDF) - Sophie Jozan (UMP) - Daniel Augereau (UMP) - Danielle Rival (UMP) - François Pinte (UMP) - Christine Guerriau (UMP) - Patrice Chéreau (UMP)

- Élections régionales de 1998 :

| Liste    | Liste                                                                                    | Tête de liste       | Voix    | %      | Sièges (31) | Sièges (31) |
| Liste    | Liste                                                                                    | Tête de liste       | Voix    | %      | #           | %           |
| -------- | ---------------------------------------------------------------------------------------- | ------------------- | ------- | ------ | ----------- | ----------- |
|          | Gauche plurielle (PS - PCF - Les Verts - PRG - MDC)                                      | Yannick Vaugrenard  | 138 627 | 32,99  | 12          | 38,71       |
|          | Rassemblement pour la République - Union pour la démocratie française diss. (CNIP - MPF) | Michel Hunault      | 119 097 | 28,34  | 11          | 35,48       |
|          | Divers droite - Union pour la démocratie française diss. (PPDF diss.)                    | Gisèle Gautier      | 41 537  | 9,89   | 3           | 9,68        |
|          | Front national                                                                           | Samuel Maréchal     | 37 541  | 8,93   | 3           | 9,68        |
|          | Chasse, pêche, nature et traditions                                                      | Jean-Louis Bernié   | 26 679  | 6,35   | 2           | 6,45        |
|          | Lutte ouvrière                                                                           | Marie-France Belin  | 17 603  | 4,19   |             |             |
|          | Divers écologiste                                                                        | Joachim Lebot       | 12 348  | 2,94   |             |             |
|          | Union démocratique bretonne                                                              | Patrick Pellen      | 10 386  | 2,47   |             |             |
|          | Mouvement pour l'emploi                                                                  | Marie-Claude Menant | 9 197   | 2,19   |             |             |
|          | Génération écologie                                                                      | Louis Michel        | 7 165   | 1,71   |             |             |
|          |                                                                                          |                     |         |        |             |             |
| Inscrits | Inscrits                                                                                 | Inscrits            | 786 596 | 100,00 |             |             |
| Votants  | Votants                                                                                  | Votants             | 438 727 | 55,77  |             |             |
| Exprimés | Exprimés                                                                                 | Exprimés            | 420 180 | 53,42  |             |             |

- Conseillers régionaux élus
  - Gauche plurielle (12) :
Yannick Vaugrenard (PS) - Yannick Guin (PS) - Céline Paillard (PS) - Gilles Bontemps (PCF) - Mireille Ferri (Les Verts) - Henri Baron (PS) - Joël Batteux (MDC) - Yanick Lebeaupin (PS) - Patrick Cotrel (Les Verts) - Michèle Picaud (PCF) - Alexandre Mazzorana-Kremer (PRG) - Jacques Lambert (PS)
  - Rassemblement pour la République - Union pour la démocratie française diss. (11) :
Michel Hunault (RPR) - Jean-Luc Harousseau (UDF) - Patrice Chéreau (MPF) - Daniel Augereau (RPR) - Yvon Brasselet (UDF) - Jean-Pierre Bazin (RPR) - Paul Dalon (UDF) - Robert Diat (RPR) - Christian Brisset (UDF) - Annick du Roscoät (CNIP) - Loïc Le Masne (UDF)
  - Divers droite - Union pour la démocratie française diss. (3) :
Gisèle Gautier - Alain Pény - Josette Settelen
  - Front national (3) :
Samuel Maréchal - Arnaud de Perier - Philippe Rouger
  - Chasse, pêche, nature et traditions (2) :
Jean-Louis Bernié - Claude Robert

- Élections régionales de 1992 :

| Liste    | Liste                                            | Tête de liste       | Voix    | %      | Sièges (31) | Sièges (31) |
| Liste    | Liste                                            | Tête de liste       | Voix    | %      | #           | %           |
| -------- | ------------------------------------------------ | ------------------- | ------- | ------ | ----------- | ----------- |
|          | Union pour la France (RPR - UDF)                 | Olivier Guichard    | 180 936 | 39,72  | 15          | 48,39       |
|          | Parti socialiste                                 | Claude Évin         | 88 062  | 19,33  | 7           | 22,58       |
|          | Front national                                   | René Bouin          | 41 623  | 9,13   | 3           | 9,68        |
|          | Génération écologie - Alternative rouge et verte | Jean-Claude Demaure | 37 277  | 8,18   | 3           | 9,68        |
|          | Les Verts                                        | Mireille Ferri      | 33 776  | 7,41   | 2           | 6,45        |
|          | Chasse, pêche, nature et traditions              | Jean-Louis Bernié   | 23 605  | 5,18   | 1           | 3,22        |
|          | Parti communiste français                        | Jean-Louis Le Corre | 22 568  | 4,95   |             |             |
|          | France unie - Mouvement des radicaux de gauche   | Michel Le Mappian   | 11 606  | 2,54   |             |             |
|          | Lutte ouvrière                                   | Marie-France Belin  | 8 308   | 1,82   |             |             |
|          | Union démocratique bretonne                      | Michel Francois     | 7 685   | 1,68   |             |             |
|          | Divers gauche (PS diss.)                         | Jacques Manceau     | 5 705   | 1,92   |             |             |
|          |                                                  |                     |         |        |             |             |
| Inscrits | Inscrits                                         | Inscrits            | 724 783 | 100,00 |             |             |
| Votants  | Votants                                          | Votants             | 478 647 | 66,04  |             |             |
| Exprimés | Exprimés                                         | Exprimés            | 455 446 | 62,84  |             |             |

- Élections régionales de 1986 :

| Liste    | Liste                                                                  | Tête de liste       | Voix    | %      | Sièges (31) | Sièges (31) |
| Liste    | Liste                                                                  | Tête de liste       | Voix    | %      | #           | %           |
| -------- | ---------------------------------------------------------------------- | ------------------- | ------- | ------ | ----------- | ----------- |
|          | Rassemblement pour la République - Union pour la démocratie française  | Olivier Guichard    | 231 253 | 46,20  | 16          | 51,61       |
|          | Parti socialiste                                                       | Charles Gautier     | 172 650 | 34,49  | 12          | 38,71       |
|          | Front national                                                         | Ludovic Cassard     | 29 611  | 5,91   | 2           | 6,45        |
|          | Parti communiste français                                              | Jean-Louis Le Corre | 26 694  | 5,33   | 1           | 3,22        |
|          | Les Verts                                                              | Lassalle            | 17 654  | 3,52   |             |             |
|          | Lutte ouvrière                                                         | Marie-France Belin  | 10 216  | 2,04   |             |             |
|          | Mouvement des radicaux de gauche - Mouvement de la gauche progressiste | Michel Le Mappian   | 7 332   | 1,46   |             |             |
|          | Union démocratique bretonne                                            | Patrick Pellen      | 5 060   | 1,01   |             |             |
|          |                                                                        |                     |         |        |             |             |
| Inscrits | Inscrits                                                               | Inscrits            | 688 678 | 100,00 |             |             |
| Votants  | Votants                                                                | Votants             | 525 668 | 76,33  |             |             |
| Exprimés | Exprimés                                                               | Exprimés            | 500 470 | 72,67  |             |             |

### Élections cantonales et départementales
|                                      |       |       |      |                           |
| Président du conseil départemental   |       |       |      |                           |
| Michel Ménard (PS)                   |       |       |      |                           |
| Parti                                | Sigle | Sigle | Élus | Groupes                   |
| Majorité (36 sièges)                 |       |       |      |                           |
| Parti socialiste                     |       | PS    | 15   | Loire-Atlantique à gauche |
| Divers gauche                        |       | DVG   | 16   | Loire-Atlantique à gauche |
| Les Écologistes                      |       | LÉ    | 4    | Écologiste                |
| Écologiste                           |       | ÉCO   | 1    | Écologiste                |
| Opposition (26 sièges)               |       |       |      |                           |
| Union des démocrates et indépendants |       | UDI   | 4    | Démocratie 44             |
| Divers droite                        |       | DVD   | 17   | Démocratie 44             |
| Les Républicains                     |       | LR    | 5    | Démocratie 44             |

### Élections municipales
| Commune                      | Parti (2020) | Parti (2014) | Parti (2008) | Parti (2001) | Parti (1995) | Parti (1989) | Parti (1983) | Parti (1977) |
| ---------------------------- | ------------ | ------------ | ------------ | ------------ | ------------ | ------------ | ------------ | ------------ |
| Ancenis-Saint-Géréon         | DVG          | LREM         |              |              |              |              |              |              |
| Basse-Goulaine               | DVD          | DVD          | DVD          | RPR          | RPR          | RPR          | RPR          | SE           |
| Blain                        | DVD          | DVD          | PS           | DVD          | DVD          | DVD          | DVD          | DVD          |
| Bouaye                       | PS           | PS           | PS           | UDF          | PS           | PS           | DVD          | SE           |
| Bouguenais                   | DVD          | PS           | PS           | PS           | PS           | PS           | PS           | PS           |
| Carquefou                    | DVD          | DVD          | NC           | UDF          | UDF          | UDF          | DVD          | CDS          |
| Châteaubriant                | LR           | UMP          | UMP          | RPR          | PS           | PS           | DVD          | DVD          |
| Chaumes-en-Retz              | DVG          | DVG          |              |              |              |              |              |              |
| Clisson                      | DVD          | DVD          | DVG          | DVD          | PS           | DVD          | DVD          | DVD          |
| Couëron                      | PS           | PS           | PS           | PS           | PS           | PS           | PS           | PS           |
| Divatte-sur-Loire            | DVG          | DVG          |              |              |              |              |              |              |
| Donges                       | DVD          | DVD          | DVG          | DVD          | DVD          | DVD          | PS           | DVD          |
| Grandchamp-des-Fontaines     | DVD          | DVD          | DVD          | DVD          | DVD          | DVD          | DVD          | SE           |
| Guémené-Penfao               | DVC          | DVD          | DVD          | DVD          | DVD          | PS           | PS           | DVD          |
| Guérande                     | DVD          | DVD          | UMP          | RPR          | RPR          | RPR          | RPR          | RPR          |
| Haute-Goulaine               | DVD          | DVD          | UMP          | RPR          | RPR          | DVD          | DVD          | DVD          |
| Herbignac                    | DVG          | DVG          | PS           | PS           | PS           | PS           | DVD          | DVD          |
| Héric                        | SE           | DVG          | DVG          | DVD          | SE           | SE           | SE           | SE           |
| La Baule-Escoublac           | LR           | UMP          | UMP          | UDF          | UDF          | RPR          | RPR          | RPR          |
| La Chapelle-sur-Erdre        | PS           | PS           | PS           | PS           | PS           | PS           | UDF          | PR           |
| La Chevrolière               | LR           | UMP          | UMP          | RPR          | RPR          | SE           | SE           | SE           |
| La Montagne                  | DVG          | DVG          | DVG          | PS           | PS           | PS           | PS           | PS           |
| Le Loroux-Bottereau          | DVG          | DVG          | DVG          | DVG          | DVG          | DVD          | DVD          | DVD          |
| Le Pellerin                  | DVC          | DVD          | PS           | PS           | PS           | PS           | DVD          | DVD          |
| Les Sorinières               | PS           | PS           | PS           | PS           | RPR          | DVD          | DVD          | DVD          |
| Ligné                        | UDI          | AC           | MoDem        | UDF          | UDF          | DVD          | DVD          | DVD          |
| Loireauxence                 | DVG          | DVD          |              |              |              |              |              |              |
| Machecoul-Saint-Même         | DVC          | DVD          |              |              |              |              |              |              |
| Missillac                    | DVD          | DVD          | DVD          | DVD          | SE           | SE           | SE           | SE           |
| Montoir-de-Bretagne          | DVC          | DVG          | DVG          | DVG          | DVG          | PCF          | PCF          | PCF          |
| Nantes                       | PS           | PS           | PS           | PS           | PS           | PS           | RPR          | PS           |
| Nort-sur-Erdre               | PS           | PS           | PS           | PS           | PS           | PS           | UDF          | DVD          |
| Orvault                      | DVG          | UMP          | UMP          | UDF          | UDF          | UDF          | UDF          | PS           |
| Plessé                       | DVG          | PS           | PS           | DVD          | DVD          | DVD          | DVD          | DVD          |
| Pont-Saint-Martin            | DVD          | DVD          | DVD          | DVD          | DVD          | DVD          | SE           | SE           |
| Pontchâteau                  | DVG          | DVG          | DVD          | DVD          | DVD          | DVD          | RPR          | DVD          |
| Pornic                       | DVD          | DVD          | UMP          | RPR          | RPR          | DVD          | UDF          | DVD          |
| Pornichet                    | DVD          | DVD          | UMP          | PS           | PS           | RPR          | RPR          | DVD          |
| Rezé                         | DVG          | PS           | PS           | PS           | PS           | PS           | PS           | PS           |
| Saint-André-des-Eaux         | DVC          | DVD          | DVD          | DVD          | DVD          | DVD          | DVD          | SE           |
| Saint-Brevin-les-Pins        | DVD          | NC-UDI       | UMP          | DVD          | DVD          | PS           | RPR          | RPR          |
| Saint-Étienne-de-Montluc     | DVC          | DVD          | DVD          | DVD          | DVD          | DVD          | DVD          | DVD          |
| Saint-Herblain               | PS           | PS           | PS           | PS           | PS           | PS           | PS           | PS           |
| Saint-Jean-de-Boiseau        | PS           | PS           | PS           | PS           | PS           | PS           | PS           | PS           |
| Saint-Julien-de-Concelles    | DVD          | DVD          | DVG          | DVD          | DVD          | DVD          | SE           | DVD          |
| Saint-Mars-du-Désert         | UDI          | UDI          | NC           | DVD          | DVD          | DVD          | DVD          | DVD          |
| Saint-Michel-Chef-Chef       | DVC          | DVD          | MoDem        | DVD          | DVD          | SE           | SE           | SE           |
| Saint-Nazaire                | PS           | PS           | PS           | MDC          | PS           | PS           | PS           | PS           |
| Saint-Philbert-de-Grand-Lieu | LR           | UMP          | PS           | DVD          | DVD          | DVD          | DVD          | DVD          |
| Saint-Sébastien-sur-Loire    | UDI          | UDI          | NC           | UDF          | UDF          | PS           | PS           | DVG          |
| Sainte-Luce-sur-Loire        | PS           | UMP          | PS           | DVD          | DVD          | DVD          | DVD          | DVD          |
| Sainte-Pazanne               | DVG          | DVG          | DVG          | DVD          | DVD          | CNIP         | CNIP         | CNIP         |
| Sautron                      | DVD          | DVD          | DVD          | UDF          | UDF          | DVD          | DVD          | DVD          |
| Savenay                      | DVC          | DVD          | DVD          | PS           | PS           | DVD          | DVD          | DVD          |
| Sucé-sur-Erdre               | UDI          | UDI          | PS           | DVD          | DVD          | DVD          | DVD          | DVD          |
| Thouaré-sur-Loire            | DVG          | DVD          | PS           | DVD          | DVD          | DVD          | DVD          | DVD          |
| Treillières                  | DVD          | DVD          | PS           | PS           | DVD          | DVD          | DVD          | SE           |
| Trignac                      | PS           | DVD          | PCF          | PCF          | PCF          | PCF          | PCF          | PCF          |
| Vallet                       | LR           | UMP          | DVG          | UDF          | UDF          | DVD          | DVD          | DVD          |
| Vallons-de-l'Erdre           | PS           | PS           |              |              |              |              |              |              |
| Vertou                       | LR           | UMP          | UMP          | RPR          | RPR          | RPR          | RPR          | RPR          |
| Vigneux-de-Bretagne          | DVD          | DVD          | DVG          | DVD          | DVD          | DVD          | DVD          | DVD          |

### Référendums
Référendum sur le traité établissant une constitution pour l'Europe
29 mai 2005
| OUI 305 127 (51,12 %) |  |  | NON 291 722 (48,88 %) |
| ▲                     |  |  |                       |

Référendum sur le quinquennat présidentiel
24 septembre 2000
| OUI 163 351 (77,51 %) |  |  | NON 47 409 (22,49 %) |
| ▲                     |  |  |                      |

Référendum sur le traité de Maastricht
20 septembre 1992
| OUI 281 704 (56,82 %) |  |  | NON 214 036 (43,18 %) |
| ▲                     |  |  |                       |

Référendum sur la réforme du Sénat et la régionalisation
27 avril 1969
| OUI (52,64 %) |  |  | NON (47,36 %) |
| ▲             |  |  |               |

Référendum sur la constitution de la Ve République
28 septembre 1958
| OUI 338 281 (86,72 %) |  |  | NON 51 824 (13,28 %) |
| ▲                     |  |  |                      |

Plébiscite national sur le rétablissement de l'Empire
21 et 22 novembre 1852
| OUI 75 945 (95,61 %) |  |  | NON 3 487 (4,39 %) |
| ▲                    |  |  |                    |

Plébiscite national ratifiant le coup d'État du 2 décembre 1851
20 et 21 décembre 1851
| OUI 61 810 (92,29 %) |  |  | NON 5 161 (7,71 %) |
| ▲                    |  |  |                    |